# Matanzas de Paracuellos
Las llamadas matanzas de Paracuellos fueron una serie de episodios de asesinatos masivos organizados en la retaguardia durante la batalla de Madrid, en el transcurso de la guerra civil española, que llevaron al fusilamiento en masa de presos considerados del bando sublevado por parte del bando republicano. Los hechos se desarrollaron en dos lugares cercanos a la ciudad de Madrid: los parajes del arroyo de San José, en Paracuellos de Jarama, y del soto de Aldovea, en el término municipal de Torrejón de Ardoz.
Las ejecuciones extrajudiciales se realizaron aprovechando los traslados de presos de diversas cárceles madrileñas, conocidos popularmente como sacas, llevados a cabo entre el 7 de noviembre y el 4 de diciembre de 1936, mientras se enfrentaban las tropas gubernamentales y sublevadas por el control de la ciudad. Del total de 33 sacas de presos que tuvieron lugar en las fechas citadas, 23 de ellas terminaron en asesinatos: las de los días 7, 8, 9, 18, 24, 25, 26, 27, 28, 29 y 30 de noviembre y las del 1 y el 3 de diciembre. Entre el 10 y el 17 de noviembre no hubo extracción alguna, y desde el 4 de diciembre cesaron.
Los convoyes mencionados fueron desviados hacia los lugares del arroyo San José, en la vega del río Jarama, y a un caz o canal de irrigación fuera de uso, en la vega del río Henares, donde miles de prisioneros fueron asesinados. Entre ellos se encontraban militares que habían participado en la sublevación o que no se habían incorporado a la defensa de la República, falangistas, religiosos, aristócratas, militantes de la derecha, burgueses y otras personas que, en su inmensa mayoría, habían sido detenidas por ser consideradas partidarias de la sublevación y encarceladas sin amparo legal ni acusación formal.
Los presos extraídos de las prisiones lo fueron con listas elaboradas y notificaciones de traslado o libertad con membrete de la Dirección General de Seguridad y, en ocasiones, firmadas por Segundo Serrano Poncela, el delegado de Orden Público de la Consejería de Orden Público de la Junta de Defensa de Madrid. La Presidencia de la Junta de Defensa la ocupaba el general José Miaja, y la Consejería de Orden Público estaba encabezada por Santiago Carrillo. Posteriormente, como se ha dicho, los presos que figuraban en las 23 sacas citadas fueron fusilados de manera sumaria por milicias pertenecientes a las organizaciones obreras.
Antes del 7 de noviembre ya habían tenido lugar algunas sacas, especialmente durante el mes de octubre, fruto del cambio de manos del control de las prisiones, que pasó de las de los funcionarios de prisiones a las de las milicias a raíz del asalto a la cárcel Modelo, que tuvo lugar el 22 de agosto de 1936, si bien el número de asesinados fue mucho menor y carecieron del carácter sistemático y organizado que tuvieron las de noviembre y diciembre.
Las matanzas de Paracuellos son consideradas las de mayor dimensión que tuvieron lugar en la retaguardia de la zona republicana. Según Paul Preston, «las sacas y las ejecuciones, conocidas bajo el nombre genérico de “Paracuellos”, constituyeron la mayor atrocidad cometida en territorio republicano durante la guerra civil española, y su horror puede explicarse, aunque no justificarse, por las aterradoras condiciones de la capital sitiada».
El número de asesinados ascendió a unas 2500 personas, si bien la cifra exacta sigue siendo objeto de controversia. También son objeto de enconadas discusiones aspectos como quién dio la orden de ejecutar a los evacuados de las cárceles, por qué unas sacas terminaron en asesinatos masivos en tanto que en otras, las menos, los prisioneros llegaban sanos y salvos a su destino y, en definitiva, las responsabilidades directas e indirectas de los fusilamientos.

## Las fuentes

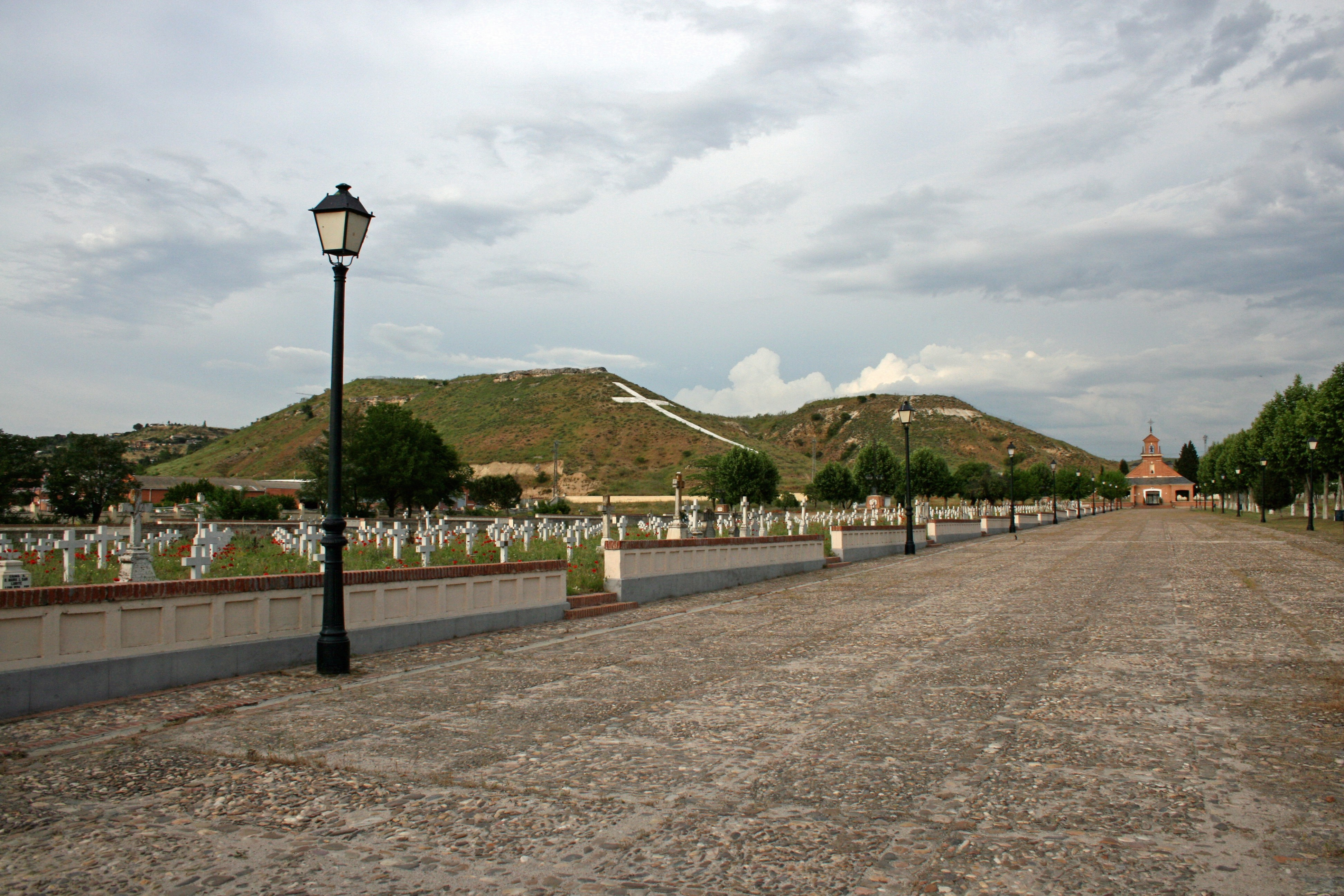
Vista del cementerio de Paracuellos cercano al río Jarama, uno de los lugares donde ocurrieron estos episodios de represión de la guerra civil española, erigido en recuerdo y memoria de los ejecutados. Al fondo de la imagen, una cruz blanca de grandes dimensiones, en la ladera del "cerro de San Miguel", es visible desde la proximidad del aeropuerto de Madrid-Barajas.

Las matanzas de Paracuellos siguen siendo objeto de agria polémica, con gran énfasis en la responsabilidad de Santiago Carrillo. El libro de referencia sobre las matanzas de Paracuellos ha sido durante mucho tiempo Paracuellos: cómo fue, del hispanista irlandés Ian Gibson, publicado en 1983 y reimpreso en 2005 sin ninguna modificación, salvo un nuevo prólogo. Su libro fue el primero que abordó de forma sistemática y sin tesis preconcebidas dicho asunto (así, por ejemplo, en 1994, Ricardo de la Cierva calificó el libro de Gibson como «excelente» y al propio Gibson como un «historiador de izquierdas» [Gibson se define como “socialista” en el prólogo de su libro] «ganado por la Historia por encima de sus inclinaciones políticas»). Ese mismo año, el periodista e historiador gallego Carlos Fernández publicó Paracuellos del Jarama: ¿Carrillo culpable?, con mucha menos repercusión (si bien La Cierva indica que su mérito principal consiste en «el análisis, generalmente acertado, de las fuentes que se refieren a las ejecuciones de noviembre y diciembre en Madrid»).

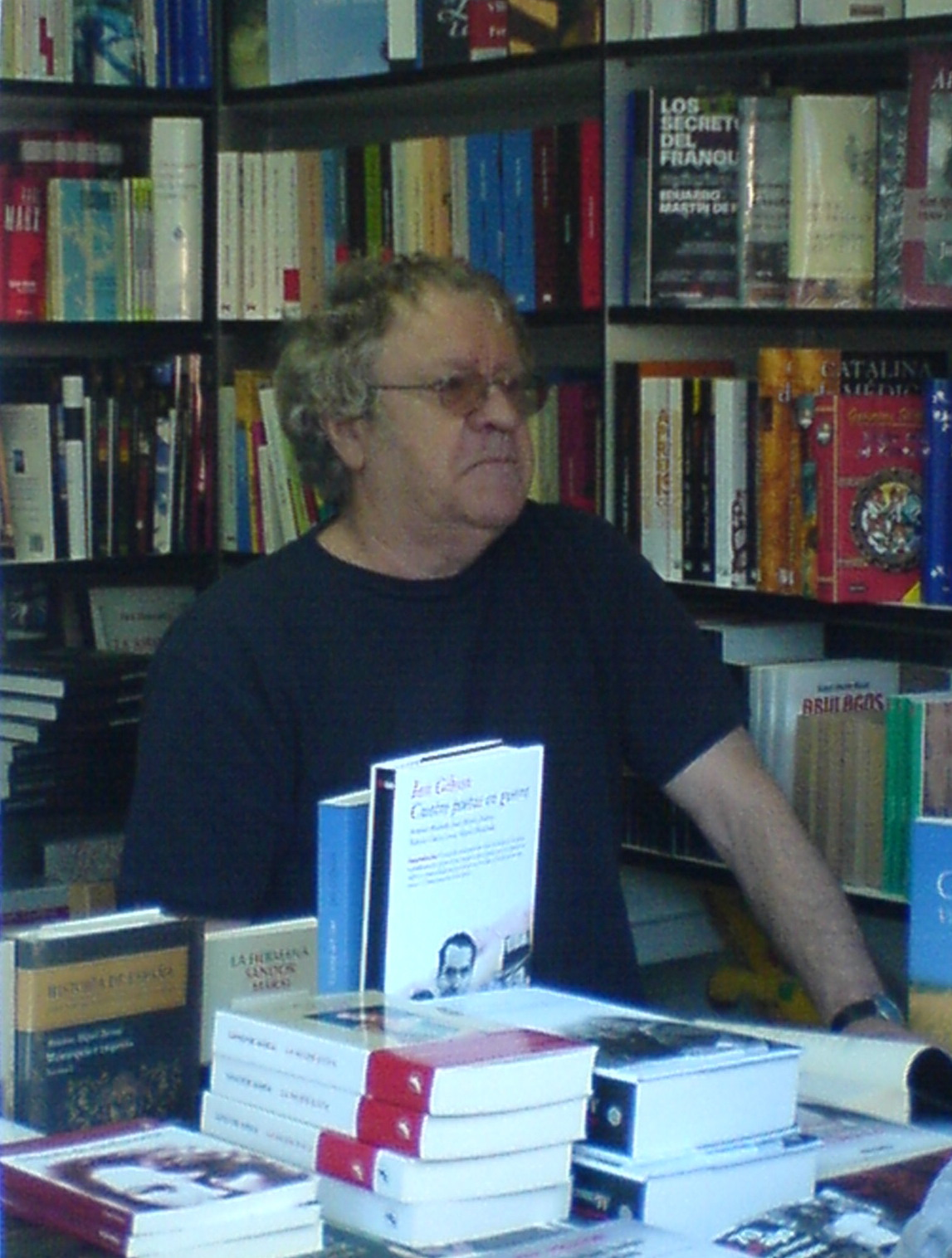
Ian Gibson firmando en la Feria del Libro de Madrid de 2007. La publicación de su libro, Paracuellos: cómo fue, en 1983, marcó un hito en el estudio de las matanzas.

En 1994, con motivo de la presentación por parte de Santiago Carrillo de sus Memorias (en las que, entre otros, narra su actuación como consejero de Orden Público en la Junta de Defensa de Madrid y su relación con los episodios de Paracuellos), Ricardo de la Cierva publicó Carrillo miente, en el que afirma demostrar que las memorias del político comunista contenían abundantes inexactitudes y falsedades (el subtítulo del libro es 153 documentos contra 106 falsedades). De sus diez capítulos, el cuarto, El responsable de Paracuellos, está dedicado íntegramente a la implicación de Carrillo en las matanzas.
En 1998, Javier Cervera había publicado un análisis de la represión y la resistencia clandestina en Madrid durante la Guerra Civil, Madrid en guerra. La ciudad clandestina, 1936-1939, publicada en 1998, con segunda edición en 2006, sobre una tesis doctoral anterior del autor, Violencia política y acción clandestina: la retaguardia de Madrid en guerra (1936-1939), leída en 1996. En este libro, se dedica un capítulo («Las sacas de presos») dentro de la sección Madrid: sublevación derrotada, Estado destruido al análisis de las matanzas de Paracuellos. La reimpresión de 2006 proporciona nuevos datos y hallazgos.
Según el periodista e historiador Jorge Martínez Reverte, los mayores avances en la dilucidación de lo que realmente ocurrió en Paracuellos se deben a Ian Gibson, Javier Cervera y Ángel Viñas. De acuerdo con su opinión, las investigaciones franquistas (recogidas en la célebre Causa General, con confesiones extraídas bajo tortura y con errores de documentación que califica de evidentes) no fueron nada útiles. La primera reconstrucción de los hechos se debería a Paracuellos: cómo fue, de Ian Gibson, publicada en 1983. El primer estudio consistente sobre el número e identidad de las víctimas se debería a Javier Cervera, a finales de los noventa. Ya en los primeros años del siglo xxi, Ángel Viñas habría avanzado mucho en esclarecer los hechos gracias a los archivos soviéticos. Respecto a César Vidal y Pío Moa, califica sus obras de panfletos que «no han hecho más que oscurecer la investigación». Como ya se ha citado anteriormente, en 1994, La Cierva calificó el libro de Gibson como «excelente». Por su lado, el hispanista estadounidense Stanley G. Payne afirma que el mejor estudio sobre las matanzas de Paracuellos es la obra de Vidal Paracuellos-Katyn.
Posteriormente se han publicado El Holocausto español (2011) de Paul Preston  y El Terror Rojo. Madrid, 1936 (2012) de Julius Ruiz que dedican sendos y extensos capítulos a las matanzas de Paracuellos. En 2015 Julius Ruiz publicó un libro específico titulado Paracuellos. La verdad incómoda.

### Ian Gibson
Todas las obras citadas son fuentes secundarias, basadas en el análisis de gran cantidad de fuentes historiográficas. Por lo que respecta a Gibson, afirma haber utilizado, entre otras, las siguientes fuentes:
- Los fondos de la denominada Causa General, transferidos en 1980 al Archivo Histórico Nacional y abiertos a la investigación en 1981; hasta entonces, solo se habían conocido algunos de los resultados de las investigaciones, publicadas en 1944 como Causa General. La dominación roja en España. Avance de la información instruida por el Ministerio Público[16][17] (el propio La Cierva escribió que Gibson demostraba un excelente conocimiento de la documentación de la Causa General y la había aprovechado a fondo[7]).
- Los teletipos intercambiados entre miembros del Gobierno de la República y de estos con la Junta de Defensa de Madrid durante los días 10 y 11 de noviembre, conservados en el Servicio Histórico Militar y cuya referencia le fue proporcionada por Ramón Salas Larrazábal.[18]
- El libro de Felix Schlayer, diplomático alemán que desempeñó el puesto de cónsul noruego en Madrid durante los primeros meses de la guerra, Diplomat im roten Madrid, publicado en alemán en Berlín en 1938 por la editorial nazi F. A. Herbig y prácticamente desconocido hasta que Gibson lo sacó a la luz. El libro narra las impresiones de Schlayer sobre la represión que asoló la retaguardia republicana en Madrid durante su estancia en la capital. El libro de Schlayer, a pesar de las simpatías pronazis[19] y por el bando franquista del diplomático alemán (Schlayer colaboró con la quinta columna para pasar información a las tropas que asediaban la capital) es casi unánimemente considerado un documento de primordial importancia para conocer muchos de los detalles de las matanzas (Gibson alude al libro diciendo que «reviste una importancia extraordinaria para nosotros»;[20] Ángel Viñas matiza la fiabilidad de las memorias de Schlayer debido a su fecha y lugar de publicación: «Es improbable que no pasaran por la bien engrasada máquina de propaganda goebbelsiana, ya desatada frenéticamente en una cruzada antibolchevique»[21]).
- El libro de Mijail Koltsov, periodista agente soviético a las órdenes directas de Stalin, Diario de la guerra española, publicado en Moscú en 1938, en el cual describe, valiéndose de un sosias, Miguel Martínez, sus andanzas durante los primeros meses de la guerra y sus conversaciones con los medios comunistas españoles. Koltsov tuvo, según Gibson, una importancia crucial en el destino de los presos de las cárceles madrileñas.
- Los vascos en el Madrid sitiado, libro del nacionalista vasco Jesús de Galíndez, en el que narra sus experiencias como miembro del Comité-Delegación del Partido Nacionalista Vasco en Madrid entre el inicio de la guerra y su marcha de la ciudad en mayo de 1937 y como responsable de la sección de Presos y Desaparecidos de dicha delegación desde octubre de 1936 hasta su marcha de Madrid. Fue publicado por la editorial Ekin en Buenos Aires en 1945 y reeditado por Txalaparta en 2005.
- Los libros de varios presos en la cárcel Modelo en noviembre de 1936. Gibson cita dos, dándoles una valoración muy diferente: de Emocionario íntimo de un cautivo. Los cuatro meses de la Modelo (1939), de Antonio Cobaneña, el Duende Azul, Gibson afirma que es «una fuente indispensable»; de Madrid bajo «el Terror», 1936-1937 (1937) y La agonía de Madrid, 1936-1937 (1938), de Adelardo Fernández Arias, el Duende de la Colegiata, un escritor de extrema derecha, dice en cambio que «no es de fiar», fundamentalmente porque estuvo refugiado en la embajada de Argentina durante los hechos y no fue testigo directo de lo sucedido.
- Entrevistas con varias personas involucradas o relacionadas con los hechos, como Santiago Carrillo, cuya entrevista es transcrita en el libro de Gibson, ocupando un capítulo entero; Máximo de Dios, suplente del secretario de la Junta de Defensa de Madrid, socialista, o Ricardo Aresté Yebes, testigo presencial e hijo del alcalde de Paracuellos en la fecha de las matanzas.
- Los boletines oficiales de la Junta de Defensa de Madrid.

### Carlos Fernández
El libro de Fernández carece de una sección dedicada al análisis de fuentes. También prescinde de dos de las fuentes más importantes sobre las matanzas de Paracuellos: el libro de Schlayer y los documentos de la Causa General (solo se utilizó el resumen Causa General. La dominación roja en España...). Aparte del citado resumen de la Causa General, las fuentes más relevantes sobre el asunto manejadas por Fernández son diversos libros con testimonios de contemporáneos de las matanzas (entre los que se encuentran Adelardo Fernández Arias y Mijail Koltsov), testimonios de supervivientes a las sacas y fuentes secundarias como el trabajo de Ramón Salas Larrazábal Carrillo y la represión en el Madrid republicano (revista Nueva Historia, N.º 5, junio de 1977). La versión de Santiago Carrillo es contrastada con el libro de Régis Debray y Max Gallo Demain l'Espagne, publicado en París en 1974 y traducido al español como Mañana España: conversaciones con Santiago Carrillo.

### Ricardo de la Cierva
Ricardo de la Cierva no aporta demasiadas novedades historiográficas a su capítulo sobre Paracuellos en Carrillo miente (en el que señala trece supuestas falsedades sobre las matanzas de Paracuellos —el capítulo contiene algunas más, no relacionadas con estos hechos—, aportando treinta y ocho documentos de muy distinta condición), mezclando fuentes primarias y secundarias. Entre las fuentes primarias, La Cierva menciona fundamentalmente:
- Las actas de las sesiones y los Boletines de la Junta de Defensa de Madrid, recopiladas y analizadas por Julio Aróstegui y Jesús A. Martínez en 1984, en el libro La Junta de Defensa de Madrid.
- Los libros de Felix Schlayer, Jesús de Galíndez y Mijail Koltsov.
- Los libros de Adelardo Fernández Arias, los cuales, a pesar de que Gibson señaló que habían sido escritos de oídas, puesto que el autor no salió de la embajada argentina durante los hechos que narra, es calificado por La Cierva como «de máxima importancia»[9] (La Cierva indica que estos libros fueron usados también por Carlos Fernández, el cual «los valora mucho, y tiene razón»).[9]
- El libro de Antonio Cobaneña, el Duende Azul, en cuya valoración coincide con Gibson.
- El libro de Enrique Castro Delgado Hombres made in Moscú (1963). Castro Delgado, primer comandante del Quinto Regimiento, había pertenecido a la dirección del PCE y sido partidario de Jesús Hernández. A la caída de este ante Uribe y Pasionaria, Castro Delgado fue expulsado del partido, pudiendo abandonar la Unión Soviética, donde se encontraba. Primero fue a México a Jesús Hernández colaborando en su proyecto comunista disidente, pero luego volvió a España, sin ser encarcelado. Escribió varios libros profundamente anticomunistas, como el citado (el historiador Fernando Hernández Sánchez señala que las obras de Castro, como las del Campesino habían sido sufragadas por el Departamento de Estado estadounidense, en plena Guerra Fría[22]).
- El resumen de la Causa General, Causa General. La dominación roja en España. Avance de la información instruida por el Ministerio Público.
- Actas del Pleno Ampliado del PCE en Valencia en 1937.

Entre las secundarias se encuentran:
- El propio libro de Ian Gibson (los documentos de la Causa General son siempre citados a partir de transcripción de Gibson), así como el de Carlos Fernández.
- Pérdidas de la guerra, de Ramón Salas Larrazábal, sobre la estadística de asesinados en las matanzas.
- «Santiago Carrillo y la represión republicana en Madrid, 1936», en el número 5 de la revista Nueva Historia (junio de 1977)

### Javier Cervera
Javier Cervera no proporciona tampoco fuentes novedosas. Utiliza profusamente la Causa General, los Boletines y actas de sesiones de la Junta de Defensa de Madrid incluidos en el libro de Aróstegui y Martín, los libros de contemporáneos ya citados y, finalmente, entrevistas con Santiago Carrillo (que según Reverte no aportan nada nuevo sobre el contenido de sus Memorias) y Cayetano Luca de Tena, integrante de una de las extracciones de presos que sí llegó sana y salvas a Alcalá de Henares. El único elemento novedoso es el acta de la reunión de Comité Nacional de la CNT que sacó a la luz Jorge M. Reverte, en la que se da cuenta de una reunión efectuada entre representantes de las JSU y de la federación local de la CNT el 7 de noviembre, en la que acordaron dividir a los presos de las cárceles madrileñas en tres grupos. Uno de ellos, el de los presos «fascistas o elementos peligrosos», debía ser objeto de «ejecución inmediata. Cubriendo la responsabilidad». Sin embargo, según Jesús F. Salgado, esta acta no era más que un borrador sin aprobar ni firma. También descubrió que en la transcripción de Jorge M. Reverte faltaban palabras que cambiaban el sentido del documento.

### Paul Preston
Paul Preston se ocupa de las matanzas de Paracuellos en su libro El Holocausto español publicado en 2011.  Su intención inicial es situar las matanzas en el contexto en que se produjeron: el Madrid a punto de ser ocupado por las tropas franquistas ―de ahí el título del capítulo: «La respuesta de una ciudad aterrada: las matanzas de Paracuellos»―. El propósito principal de Preston es reconstruir el proceso que condujo a la decisión de asesinar a casi todos los presos que fueron trasladados a cárceles fuera de Madrid y el papel que desempeñaron en él los asesores y agentes soviéticos. Para ello utiliza como fuentes primarias, además de la prensa republicana de la época, los fondos de la Causa General, algunos informes de la inteligencia británica y las memorias de Felix Schlayer, Mijail Koltsov, Juan García Oliver, Santiago Carrillo ―con quien Preston afirma haber mantenido «numerosas conversaciones»―, Gregorio Gallego, Vicente Rojo Lluch, Herbert Matthews, Jesús Galíndez, Adelardo Fernández Arias, Aurelio Núñez Morgado, Geoffrey Cox, Francisco Largo Caballero, Enrique Líster y Stoyán Mínev. En cuanto a las fuentes secundarias, en las notas a pie de página aparecen referencias, entre otras, de Paracuellos: cómo fue de Ian Gibson (1983), El escudo de la República (2007) de Ángel Viñas, Madrid en guerra: la ciudad clandestina, 1936-1939 (1998) de Javier Cervera, El terror: Madrid 1936. Investigación histórica y catálogo de víctimas identificadas (1994) de Rafael Casas de la Vega, La Junta de Defensa de Madrid (1984) de Julio Aróstegui y Jesús A. Martínez, Paracuellos del Jarama: ¿Carrillo culpable? (1983) de Carlos Fernández, La victoria frustrada. La Unión Soviética, la Internacional Comunista y la guerra civil española (2008) de Frank Schauff, La batalla de Madrid (2004) de Jorge Martínez Reverte, Carrillo miente. 156 documentos contra 103 falsedades (1994) de Ricardo de la Cierva y El ángel rojo (2009) de Alfonso Domingo. Y obras de autores rusos como Boris Volodarsky (Soviet Intelligence Services in the Spanish Civil War, 1936-1939, 2010).

### Julius Ruiz
Julius Ruiz dedicó el capítulo 10 de su libro El Terror Rojo publicado en 2012 a la matanza de Paracuellos. Ruiz la relaciona directamente con la represión desatada en el Madrid republicano contra los «fascistas» y cuyo principal ejecutor fue el Comité Provincial de Investigación Pública (CPIP). Ruiz descarta que en la decisión de los asesinatos participaran los asesores o lo agentes soviéticos, una cuestión de la que no se ocupa en absoluto. Afirma que fue una matanza de españoles perpetrada por españoles. Su punto de partida es el acta descubierta por Jorge Martínez Reverte en la que los representantes del Comité Nacional de la CNT acuerdan con «los socialistas que tienen la Consejería de Orden Público» la «ejecución inmediata, cubriendo responsabilidad» de los presos de las cárceles de Madrid catalogados como «fascistas y elementos peligrosos». La fuente fundamental que utiliza Ruiz es la Causa General, «una fuente indispensable de datos» pero que «debe ser utilizada con cautela». La complementa con prensa de la época y con algunas pocas memorias (las de Santiago Carrillo, Jesús Galíndez, Juan García Oliver, Mijail Koltsov y Félix Schlayer). Como fuentes secundarias recurre a los libros Paracuellos: cómo fue de Ian Gibson (1983) ―la obra más utilizada―, El escudo de la República (2007) de Ángel Viñas, Madrid en guerra: la ciudad clandestina, 1936-1939 (1998) de Javier Cervera, El terror: Madrid 1936. Investigación histórica y catálogo de víctimas identificadas (1994) de Rafael Casas de la Vega, La Junta de Defensa de Madrid (1984) de Julio Aróstegui y Jesús A. Martínez, Paracuellos del Jarama: ¿Carrillo culpable? (1983) de Carlos Fernández y La batalla de Madrid (2004) de Jorge Martínez Reverte. No hay ninguna cita de El Holocausto español de Paul Preston, publicado el año anterior. Tampoco de Ricardo de la Cierva. En 2015 Julius Ruiz publicó un libro específico sobre el tema con el título Paracuellos, una verdad incómoda.

### La fiabilidad de la Causa General

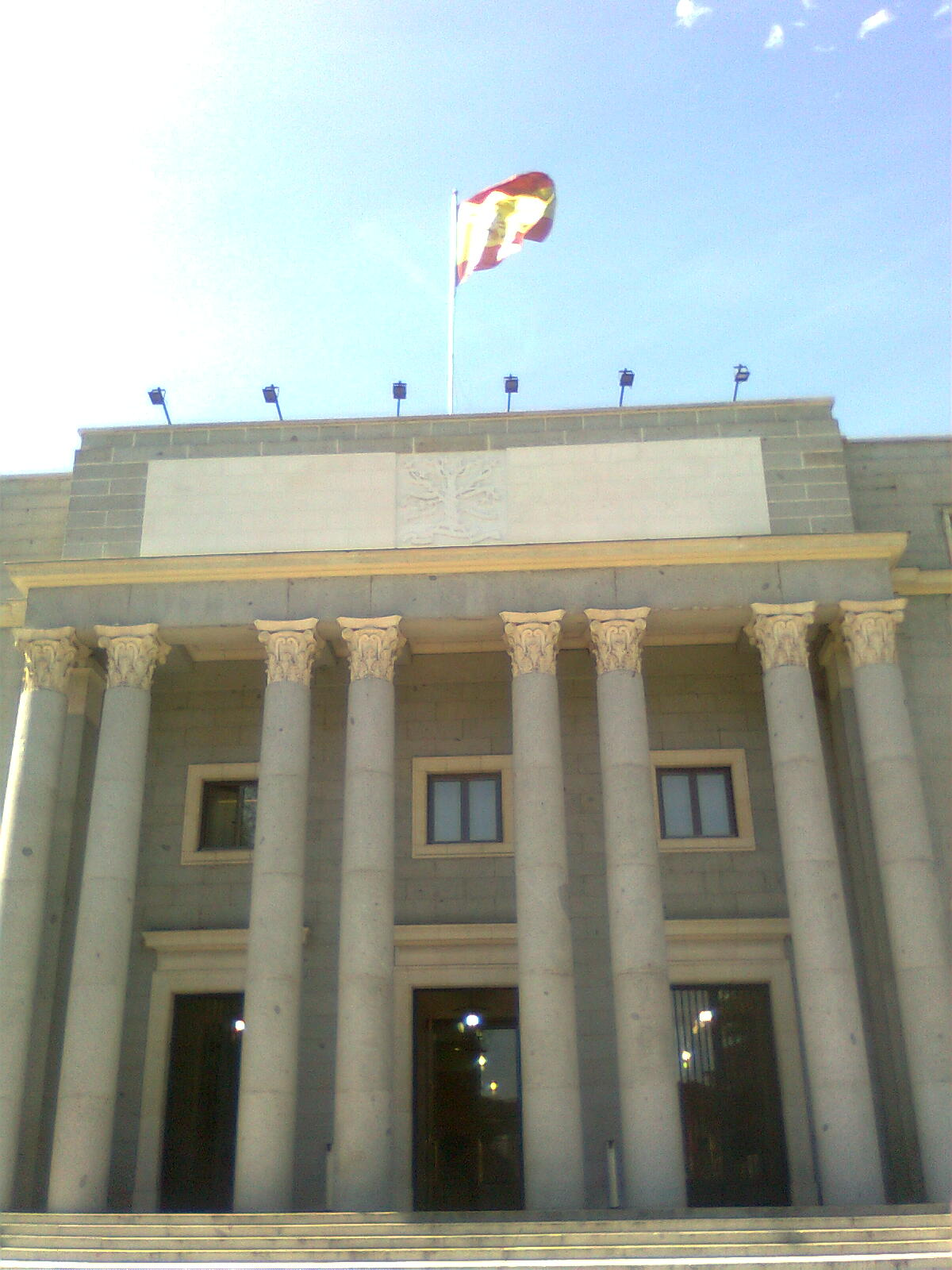
Detalle de la entrada del edificio principal del Consejo Superior de Investigaciones Científicas en Madrid. Ahí se encuentra el Archivo Histórico Nacional, donde se hallan depositados los fondos que constituyen la Causa General.

La denominada «Causa General» fue un proceso abierto por los vencedores en la Guerra Civil en 1940. En palabras de sus promotores tenía:

...la honrosa y delicada misión de fijar, mediante un proceso informativo fiel y veraz —para conocimiento de los Poderes Públicos y en interés de la Historia—, el sentido, alcance y manifestaciones más destacadas de la actividad criminal de las fuerzas subversivas que en 1936 atentaron abiertamente contra la existencia y los valores esenciales de la Patria, salvada en último extremo, y providencialmente, por el Movimiento Liberador.
Citado en (Gibson 2005: 37-38)

Su fiabilidad es muy discutida por los historiadores. Todos reconocen su parcialidad, al contemplar solo los presuntos crímenes cometidos en la llamada zona roja, y consideran fruto de esta parcialidad el que se acuse de rebelión a los que permanecieron fieles a la república. Pero muchos historiadores imparciales la consideran fiable en cuanto a los horrores que se desencadenaron en la zona republicana, o a que en ella se describen vívidamente Las circunstancias espantosas en que vivieron muchas personas en la retaguardia y en cuanto a las relaciones de víctimas del llamado terror rojo. 
Su confección, en los años más duros de la posguerra, ha llevado a los historiadores interesados en los episodios represivos en la retaguardia republicana, a tratar esta fuente, fundamental por otra parte, con cierta cautela. Así, Gibson, que señala que la consulta de los documentos de la Causa General es imprescindible para el estudio de las matanzas ocurridas en Madrid durante la Guerra Civil, también indica que su consulta debe hacerse con cuidado, «puesto que constituyen casi siempre una densa mezcla de verdades y mentiras, fuertemente condicionadas por las circunstancias en las cuales se prestaban». Pero no pone en duda la realidad de «los horrores que se desencadenaron en la zona republicana»: 

Todos los horrores que se desencadenaron en la zona republicana después del alzamiento, y que con todo lujo de detalles se pueden encontrar en la Causa General que el bando ganador elaboró para mostrar los crímenes de los rojos, no se empezaron a reprimir hasta muy tarde.

Javier Cervera, que consultó los documentos de la Causa General aún más profusamente que Gibson (dado que su estudio abarcaba el total de la Guerra), indica que a pesar de sus deficiencias, los documentos de la Causa deben ser ineludiblemente consultados. Las deficiencias señaladas por Cervera son su propósito justificativo, el momento en el que se llevó a cabo, inmediatamente después del fin de la Guerra, y las circunstancias en las que las declaraciones se llevaban a cabo ("se trata de una densa mezcla de verdades y mentiras, manifestadas por personas interrogadas, muchas de ellas, bajo la presión de una posible condena, perpetua o capital muchas veces". La metodología utilizada por Cervera a la hora de considerar veraz una declaración fue el siguiente: si los datos de un testigo son corroborados por otros testimonios, incluso a veces supuestas víctimas de sus presuntas acciones; cuando se proporcionan informaciones cuya ocultación o tergiversación no tiene ningún beneficio para el declarante (como por ejemplo, relativas al funcionamiento de instituciones); o cuando las manifestaciones son corroboradas por fuentes bibliográficas o testimonios posteriores.
Ricardo de la Cierva no hace especial crítica de las fuentes que utiliza. Respecto a la Causa General afirma que se trata de un «formidable archivo» con «exhaustivos fondos». Solo al referirse al precedente de la Causa General, el «Dictamen de la Comisión sobre ilegitimidad de poderes actuantes en 18 de julio de 1936» afirma que contiene «testimonios importantes y fidedignos sobre la represión en Madrid». Sin embargo, Gibson indica en la sección dedicada a la Causa General que en otra de sus obras, La historia se confiesa, de 1976 que «La Causa General, ese conjunto deplorable de acusaciones mal comprobadas y peor urdidas, presenta, entre múltiples datos que sí están comprobados y documentados, algunas descripciones horripilantes sobre atrocidades perpetradas en zona republicana». César Vidal no incluye ninguna sección sobre crítica de fuentes, citando siempre documentos de la Causa General sin ninguna matización.
En 1981, Pedro Laín Entralgo decía en su artículo «Sobre la convivencia en España» dando por ciertos los crímenes relatados en la Causa General:

Se publicó una Causa general, hubo lápidas para los caídos en la retaguardia, del nombre de Paracuellos se hizo todo un símbolo, fue minuciosamente elaborada una tesis doctoral acerca de los sacerdotes y religiosos asesinados... Cierto todo ello. Horrible todo ello.

Francisco Pérez Álex, coordinador de la Asociación Memoria Histórica y Justicia de Sevilla (AMHYJA), opina que los muertos del bando franquista fueron registrados uno por uno: 

No explicó que los franquistas, después del golpe militar y la guerra, se cuidaron de airear sus muertos, que fueron registrados uno por uno en lo que denominaron "la causa general", mientras minimizaban, manipulaban y ocultaban las cifras de la tremenda represión franquista, entre otras razones porque seguían reprimiendo.

Enrique Moradiellos considera que las víctimas de la violencia republicana fueron bien contadas gracias a la eficacia de la causa general: 

Porque es indigno no ayudar a los familiares actuales a localizar los restos de sus antepasados enterrados en fosas anónimas. Porque las otras víctimas de la violencia republicana (muchas inocentes y bien contadas gracias a la eficacia de la Causa General incoada por el franquismo) ya tuvieron su restitución oficial, sus muertes reconocidas, sus tumbas honradas, sus deudos gratificados.

## Los hechos

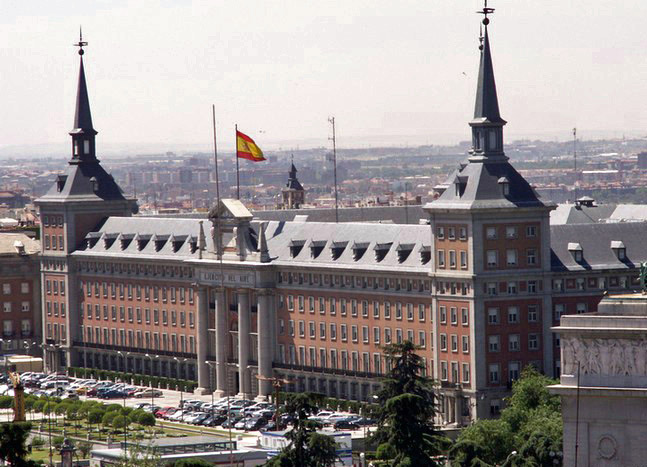
Cuartel General del Ejército del Aire, edificado durante la posguerra en la manzana donde se levantaba la Cárcel Modelo, de donde partieron las sacas de los días 7, 8 y 9 de noviembre que terminaron en Paracuellos de Jarama, donde sus integrantes fueron asesinados.

Entre el 7 de noviembre y el 4 de diciembre de 1936 se llevaron a cabo 33 extracciones (sacas) de presos de cárceles madrileñas. Las extracciones se llevaban a cabo mediante notificaciones con el membrete oficial de la Dirección General de Seguridad y firma de su director y, en ocasiones, firma de Segundo Serrano Poncela, delegado de Orden Público y situado inmediatamente a las órdenes de Santiago Carrillo, consejero de Orden Público de la Junta de Defensa de Madrid, que se había constituido en la madrugada del 7 de noviembre. Las extracciones portaban listas nominativas e incluían como razón de la extracción la puesta en libertad de los listados o su traslado a cárceles alejadas de la línea del frente como las de Alcalá de Henares o Chinchilla. De acuerdo con las conclusiones del historiador Javier Cervera, las sacas que tuvieron como razón el "traslado" de presos llegaron efectivamente a su destino sanas y salvas, siempre a Alcalá de Henares.
Las autoridades de las prisiones procedían a llamar a los presos que aparecían en las listas. Una vez congregados, los presos, en su mayor parte, eran atados por las manos. A continuación se les subía a los vehículos encargados de su traslado. Si la expedición era numerosa, se utilizaban autobuses de dos pisos de color verde del servicio público de transportes de la ciudad. Autobuses de tal tipo fueron usados en las sacas de la Modelo del 7, 8 y 9 de noviembre, así como en la evacuación de la prisión el día 16. Cuando el volumen de sacados era menor, se utilizaban camiones. Las expediciones eran escoltadas por milicianos, pertenecientes en su mayor parte a las Milicias de Vigilancia de la Retaguardia (una fuerza policial creada en septiembre de 1936 para integrar las milicias que ya efectuaban labores policiales de forma autónoma e incontrolada en la Dirección General de Seguridad), a bordo de coches balilla. Estos milicianos integraban los pelotones de fusilamiento.

### El problema de las cárceles y las sacas del CPIP (del 29 de octubre al 5 de noviembre)
Conforme las columnas rebeldes del general Franco se acercaban a Madrid iba creciendo el miedo en la capital alimentado por los relatos de los refugiados sobre las barbaridades cometidas por las columnas sublevadas desde que salieron de Sevilla a principios de agosto. Los periódicos hacían referencia a la suerte que esperaba a los madrileños si las fuerzas del general Franco entraban en la capital. El día 27 de octubre el diario La Voz publicó un artículo sobre la matanza de Badajoz en el que  explicaba que allí se había celebrado una «fiesta» en la plaza de toros presidida por el teniente coronel Juan Yagüe en la que habían sido asesinados cientos de republicanos entre las risas y los aplausos del público derechista que llenaba los tendidos.  Como colofón de la «fiesta» Yagüe, entre vítores, habría dicho: «Cuando lleguemos a Madrid lo repetiremos en la plaza Monumental». Aunque la matanza de Badajoz era real, el relato de la «fiesta» era una pura invención, pero su propósito quedaba claro en la parte final del artículo donde se decía: «Ya lo sabéis, madrileños. Yagüe, delegado de Mola, Franco, Queipo, Cabanellas y demás generales sublevados contra España, se propone repetir en Madrid, en mucha mayor escala, lo que ya hizo en Almendralejo y Badajoz.[…] Quieren matar a cien mil madrileños… Por otra parte han prometido a los moros y a los del Tercio dos días completos de saqueo para indemnizarles de sus fatigas y peligros actuales. En el botín, como es natural, entran las mujeres… Ya sabe el pueblo de Madrid lo que le aguarda, si no quisiera defenderse, lo que no creemos en modo alguno. La muerte para muchos. La esclavitud para los demás. Los que vienen contra él sedientos de sangre y anhelosos de saqueo son los de Badajoz».
Por otro lado, las largas colas para conseguir alimentos y otros bienes de primera necesidad y las continuas interrupciones en el suministro de agua agravaban la sensación de crisis. Otro signo de la creciente tensión que se vivía en la ciudad eran los tiroteos por parte de milicianos nerviosos, especialmente cuando caía la noche. Por su parte el jefe del NKVD en España, Alexander Orlov, informaba a Moscú el 20 de octubre de que el derrotismo se estaba extendiendo por la capital y que mucha gente la estaba abandonando dando por segura la victoria de las fuerzas rebeldes. En esos días finales de octubre se habían intensificado los bombardeos de la aviación sublevada en preparación del «asalto final» a la ciudad. Además de las bombas también lanzaban octavillas en las que se amenazaba con matar a diez «rojos» por cada preso de las cárceles madrileñas que fuera asesinado.
Al miedo a las columnas de Franco se unía el miedo a un impreciso enemigo interior que se identificaba con la llamada «quinta columna» ―que en realidad en aquel momento «distaba todavía mucho de ser la red organizada en que llegó a convertirse en 1937 y las acciones de francotiradores y saboteadores eran relativamente aisladas», según Paul Preston―. El 3 de octubre la líder comunista Dolores Ibárruri Pasionaria había denunciado desde las páginas de Mundo Obrero la existencia de una «quinta columna» ―era la primera vez que se utilizaba por escrito ese término― a la que había que «aplastar inmediatamente» para «tener limpia la retaguardia» y así «el enemigo no pueda asestarnos una puñalada trapera por la espalda». En los días siguientes aparecieron en otros diarios llamamientos para «reducir a la impotencia al enemigo interior, que suele ser el más peligroso, pues se sirve de la emboscada y la traición», como se decía en el diario Informaciones el 9 de octubre. Según Julius Ruiz, «el temor al enemigo oculto no hizo más que intensificarse durante las primeras etapas de la batalla de Madrid, cuando los “pacos” volvieron de repente en gran número a las calles de la capital».
Una de las ramificaciones del «enemigo interior» identificado como la «quinta columna» se encontraría en las cárceles madrileñas donde estaban presos entre 8000 y 10 000 derechistas, de los cuales unos 5500 se encontraban hacinados en la Cárcel Modelo de Madrid, cerca de 400 en la cárcel de Ventas, 1150 en la cárcel de San Antón y unos 1200 en la cárcel de Porlier. Entre ellos había unos 2000 militares que ya habían rechazado incorporarse a las fuerzas que defendían la ciudad y que en cuanto fueran liberados se sumarían a las fuerzas rebeldes, lo que supondría un refuerzo significativo de las mismas. También se temía que en las prisiones se produjeran fugas o estallaran motines ―en connivencia con algunos de los funcionarios que los custodiaban― destinados a prestar apoyo a las fuerzas franquistas que estaban a punto de iniciar el asalto a Madrid. Por otro lado, los diplomáticos occidentales y latinoamericanos temían que la entrada de las fuerzas rebeldes en la capital estuviera precedida de una «masacre a gran escala» en las prisiones, por lo que presionaron al gobierno de Largo Caballero para que evacuara a los prisioneros fuera de la ciudad.
El día 1 de noviembre, según Paul Preston, o el 2 de noviembre, según Julius Ruiz, ―«con el sordo estruendo de la artillería que ahora se oía por las calles de Madrid», comenta Ruiz― se reunió el Comisariado de Guerra ―un organismo creado quince días antes―, presidido por el ministro de Estado, el socialista Julio Álvarez del Vayo. Allí se planteó la cuestión de las cárceles y en un momento dado Álvarez del Vayo abandonó la reunión para consultar el tema con el presidente del gobierno, el también socialista Francisco Largo Caballero. Al volver comunicó a los reunidos que Largo Caballero había ordenado al ministro de la Gobernación, el socialista Ángel Galarza, que llevara a cabo la evacuación de los presos a cárceles fuera de Madrid. Dos días después el periodista soviético Mijaíl Koltsov le preguntó a Álvarez del Vayo porqué Galarza no había hecho aún nada a lo que el ministro le contestó: «Todo a su tiempo».
Una semana antes, el 27 de octubre, el mismo día en que el diario La Voz había publicado su artículo sobre la «fiesta» de Yagüe en Badajoz, se produjo un bombardeo de la capital y el rumor de que los presos de la cárcel de Ventas habían hecho señales a los aviones rebeldes provocó que una multitud de unas 500 personas la intentara asaltar. El director de la prisión se negó a entregar a los presos y finalmente dos delegados del Comité Provincial de Investigación Pública (CPIP), también conocido como «Checa de Fomento», el anarcosindicalista Manuel Rascón y el socialista Félix Vega, se hicieron cargo de la situación. Apoyándose en los informes de dos soplones que tenían en la cárcel ―al parecer se estaba preparando una fuga―, comenzaron a interrogar a los presos, entre los que se encontraban el intelectual derechista Ramiro de Maeztu y el jonsista Ramiro Ledesma Ramos. En la noche del 28 al 29 de octubre treinta y dos presos, incluidos Maeztu y Ledesma y 14 militares, fueron “sacados’’ de la prisión tras acceder a ello el director de la misma después de obtener la autorización del ministro de la Gobernación Ángel Galarza para su traslado a la cárcel de Chinchilla. Fueron llevados al cementerio Aravaca donde fueron fusilados. Un lugar que ya había utilizado el CPIP para sus ejecuciones en otras ocasiones. Contando esta vez con la autorización para el «traslado a Chinchilla» del director general de seguridad, Manuel Muñoz Martínez, o del subdirector Vicente Girauta Linares, entre los días 1 y 5 de noviembre el CPIP llevó a cabo las “sacas” de 158 presos más de las prisiones madrileñas (los 76 de Ventas, de los cuales 37 militares, fueron “sacados” en dos tandas durante las noches del 1 al 2 de noviembre y la del 2 al 3; los 34 de Porlier, todos ellos militares, fueron “sacados” la noche del 4 al 5 de noviembre; los 31 de San Antón, también todos ellos militares, fueron “sacados” también la noche del 4 al 5 de noviembre; los 16 de la Cárcel Modelo, entre ellos destacados líderes derechistas, fueron “sacados” también en la noche del 4 al 5 de noviembre). Unos fueron fusilados en Aravaca y otros en Vaciamadrid. A los militares antes de «trasladarlos» se les dio la oportunidad de unirse a las fuerzas republicanas en la defensa de Madrid «ya que la Patria está en peligro, porque el fascismo invasor se encuentra a las puertas de Madrid», pero rehusaron el ofrecimiento. El objetivo de las “sacas” era, según Julius Ruiz, «eliminar a los prisioneros más “peligrosos” antes de la ya inevitable batalla por Madrid».

### La creación de la Junta de Defensa de Madrid (6 de noviembre)
En el consejo de ministros realizado el 6 de noviembre de 1936, y ante el avance de los franquistas, que se hallaban a las puertas de Madrid, el nuevo Gobierno republicano a cuyo frente se hallaba Largo Caballero decidió abandonar Madrid y trasladarse a Valencia, en la certeza de que la caída de la capital era inminente. Según Gibson, que toma como base la entrevista realizada a Santiago Carrillo en 1982 para la elaboración de su obra sobre Paracuellos, la decisión se tomó a eso de las 18:45 de la tarde. Sin embargo, según las memorias de Santiago Carrillo, escritas diez años después, en 1993, el consejo de ministros se reunió por la mañana. Paul Preston y Julius Ruiz sitúan la reunión a primera hora de la tarde.
En la reunión se tomó la decisión de que el gobierno debía abandonar Madrid esa tarde. De acuerdo con las memorias de Carrillo, los ministros comunistas del gobierno (Vicente Uribe y Jesús Hernández) informaron a los dirigentes del partido, así como a los dos dirigentes de las JSU Santiago Carrillo y José Cazorla Maure que también participaron en la reunión, aunque ambos se afiliaron al PCE al día siguiente, que el gobierno abandonaba la ciudad con la intención de dejar al mando, para encargarse de la defensa de la ciudad, a una Junta de Defensa presidida por el general Miaja y compuesta por representantes de todos los partidos que componían el Frente Popular. A última hora de la tarde —entre las cuatro y las cinco de la tarde, según Paul Preston—, el general Asensio, subsecretario de Guerra (Largo Caballero era el ministro), que partía a Valencia con el gobierno, convocó a los generales Miaja y Pozas en el Ministerio de la Guerra y les entregó sus oficios, en dos sobres cerrados, que no debían abrir hasta el día siguiente a las seis de la mañana. Los generales desobedecieron las órdenes y abrieron los sobres inmediatamente, ganando un tiempo precioso (puesto que los oficios respectivos estaban intercambiados). El oficio del general Miaja le comisionaba para la creación y dirección de la Junta —por su parte el general Pozas quedaba encargado de establecer el nuevo cuartel general del Ejército en Tarancón—. La Junta quedaba facultada para «la coordinación de todos los medios necesarios para la defensa de Madrid, que deberá ser llevada al límite» y se constituía en la máxima autoridad en la capital, con facultades delegadas del Gobierno y absorbiendo también, por tanto, las competencias del Ayuntamiento de Madrid (su alcalde, Pedro Rico, había abandonado también esa tarde Madrid, junto con el Gobierno). 
Al mismo tiempo, según Carrillo, este y Cazorla (miembro también de la dirección de las JSU y que ingresaría asimismo en el PCE al día siguiente) se dirigieron a ver a Largo Caballero antes de que abandonase la ciudad, mostrándose este sorprendido de que supiesen que el Gobierno se iba —según Paul Preston a la entrevista con Largo Caballero también acudió Antonio Mije—. Le pidieron a Largo Caballero que hiciera público un manifiesto en el que explicara a la población de Madrid la partida del gobierno hacia Valencia. A la salida de la reunión, Carrillo y Cazorla acudieron a la sede del comité central del PCE. A diferencia del resto de partidos, cuyas direcciones habían abandonado también la ciudad (Prieto abandonó en avión la ciudad; el único dirigente de peso del PSOE que permaneció en la capital fue Julián Zugazagoitia, al frente de El Socialista), el PCE (junto con las JSU, cuya dirección estaba ya controlada por aquel) fue el único partido cuya dirección permaneció mayoritariamente en Madrid. El comité ya había contactado con Miaja y había decidido apoyarle para que la Junta comenzase a funcionar lo antes posible, en vez del día 7 (fecha en la que, formalmente, debía hacerlo, de acuerdo con el oficio recibido por Miaja). Además, el comité decidió también que Antonio Mije e Isidoro Diéguez debían convertirse en consejero y suplente, respectivamente, de Guerra en la Junta de Defensa, en tanto que Carrillo y Cazorla debían hacer lo propio, como representantes de las JSU, en la de Orden Público. Según Julius Ruiz, los comunistas españoles estaban tan deseosos en ocupar las consejerías de Orden Público y de Guerra, «porque el PCE se describía a sí mismo como el partido de la guerra y su propaganda durante el mes de noviembre exigía que Madrid emulara la resistencia del Petrogrado soviético durante la guerra civil rusa entre 1917 y 1921». De hecho el periódico del PCE Mundo Obrero había declarado el 3 de noviembre que el partido tenía la «obligación vital de aniquilar» a la quinta columna cuando «la proximidad de la línea de fuego impulse a los enemigos emboscados a dar muestras de audacia».
La situación de aquella noche era desesperada para el general Miaja. Carecía de Estado Mayor, apenas tenía noticias de las fuerzas que defendían Madrid y solo poco a poco fueron acudiendo al Ministerio de la Guerra algunos militares, como el teniente coronel Rojo, para ponerse a sus órdenes. El Quinto Regimiento se puso inmediatamente a su disposición y mandó un oficial de enlace al Estado Mayor en ciernes de Miaja. Por su parte, durante la noche del 6 de noviembre fueron acudiendo al Ministerio de la Guerra también representantes y comisiones de los partidos políticos del Frente Popular, que acordaron en una primera reunión, previa a la constitución formal de la Junta, que, aunque la disposición de Largo Caballero aludía a que los diversos partidos debían designar representantes en la misma proporción que la que tenían en el Gobierno, «cada uno de los partidos estuviese representado por un titular y un suplente». Unos de los primeros en reunirse con Miaja fueron los dos dirigentes comunistas, Pedro Checa y Antonio Mije, líderes de facto del partido debido a la grave enfermedad del secretario general José Díaz, que se ofrecieron a ocupar las dos consejerías clave, la de Guerra, para el propio Mije, y la de Orden Público, para Santiago Carrillo, lo que Miaja «agradecido» aceptó «con entusiasmo», según Paul Preston. «En la misma noche del día 6 yo empecé a hacerme cargo de mis responsabilidades con Mije y los compañeros citados [José Cazorla y Isidoro Diéguez Dueñas, segundo de Mije]», según recordó Carrillo años más tarde. Carrillo nombró al frente de la Delegación de Orden Público, dependiente de su consejería y cuya finalidad sería administrar las funciones en Madrid de la Dirección General de Seguridad (DGS), a otro miembro de las JSU, Segundo Serrano Poncela. Así pues, esa misma noche del 6 de noviembre comenzó a funcionar la Consejería de Orden Público y «puso en marcha el proceso de evacuación de los prisioneros», según Preston.
Durante la madrugada del día 7 fueron elegidos los representantes de cada uno de los partidos, sindicatos y organizaciones presentes: el PSOE, el PCE, las Juventudes Socialistas Unificadas, la CNT, la Casa del Pueblo de Madrid (UGT), Izquierda Republicana, Unión Republicana, las Juventudes Libertarias y el Partido Sindicalista, bajo la presidencia del general Miaja. La Junta se constituía oficialmente el día 7 de noviembre a las once de la mañana. El predominio comunista en la Junta era muy grande, tanto por el número de integrantes (aparte de los públicamente comunistas, tanto los representantes de las JSU, recién afiliados, como los de la Casa del Pueblo, representantes de la UGT, lo eran también) como por su perfil: Antonio Mije era miembro de la dirección del PCE, en tanto que Santiago Carrillo era el secretario general de las JSU. Sin embargo, ese dominio no era aún patente, puesto que la afiliación comunista de Carrillo y Cazorla aún no era conocida. No hubo resistencias por parte del resto de partidos a la asunción de las consejerías de Guerra y Orden Público por parte del PCE y las JSU. Según Paul Preston, la primera reunión formal de la Junta de Defensa de Madrid no se produjo hasta última hora de la tarde del día 7, veinticuatro horas después de la partida del gobierno a Valencia, periodo de tiempo durante el cual se produjo un «vacío de poder». Fue durante ese «vacío de poder» cuando, según Paul Preston, se tomaron las principales decisiones sobre qué hacer con los presos de las cárceles de Madrid.

### La madrugada del 6 al 7 de noviembre: la creación del Consejo de Investigación de la DGS
Alrededor de la medianoche tuvo lugar una reunión entre el dirigente comunista Pedro Checa y un tal «Miguel Martínez», según la anotación del diario de Mijail Koltsov en su entrada del 7 de noviembre. Según Paul Preston, el tal «Martínez» podría ser el propio Koltsov pero también el agente del NKVD Iósif Grigulévich ―quien muchos años después aseguró que había trabajado estrechamente con Santiago Carrillo―. Su superior era el jefe del centro de operaciones del NKVD en Madrid, Alexander Orlov.
Según el diario de Koltsov Pedro Checa tomó la decisión de enviar los milicianos a las prisiones presionado por el tal «Miguel Martínez».. 
El periodista soviético Mijail Koltsov, formalmente corresponsal de Pravda, descrito por Hugh Thomas e Ian Gibson como «el agente personal de Stalin en España» y como una persona que «en ocasiones tenía línea directa con el Kremlin», llegó a España el 8 de agosto de 1936 (antes del establecimiento de relaciones diplomáticas entre España y la Unión Soviética). En poco tiempo había ganado una enorme influencia no solo ante los cuadros del PCE sino también en el gobierno y el ejército. De hecho, asistía a las sesiones del Comisariado de Guerra, creado a mediados de octubre, presididas por Álvarez del Vayo. Koltsov había estado alertando tanto al Comisariado como al Gobierno de Largo Caballero del peligro que representaban los miles de "fascistas" presos en las cárceles madrileñas. Según afirma Koltsov en su libro Diario de la guerra española, el problema de la evacuación de los presos había sido tratado el 1 de noviembre por el gobierno, siéndole encomendada la misión al ministro de Gobernación Ángel Galarza. Sin embargo, cuando el gobierno huyó de Madrid en la tarde del 6 de noviembre, no se había hecho nada a este respecto. En palabras de Koltsov, «de los ocho mil fascistas detenidos no ha sido evacuado uno solo».
Esa tarde del 6 de noviembre, tras recorrer las dependencias oficiales, encontrándoselas vacías, Koltsov acudió, ya anochecido, a la sede del Comité Central del PCE, donde observa que es el único partido que sigue activo en Madrid, tratando de organizar la defensa de la ciudad ante el inminente asalto. Según cuenta en su diario:

[Koltsov] preguntó qué había de la evacuación de los fascistas detenidos. Respondió [Pedro] Checa que no se había hecho nada y que ya era tarde. Para ocho mil personas hace falta muchísimo transporte, escolta, una verdadera organización [...].

Esa misma noche se produjo otra reunión entre el dirigente comunista Antonio Mije, el general soviético Vladimir Gorev y el teniente coronel Vicente Rojo, aunque se desconoce de qué hablaron.
Esa madrugada Santiago Carrillo constituyó el Consejo de Investigación de la Dirección General de Seguridad. Dada la gravedad de la situación —el día 6 el general Varela había dado la orden del asalto final a Madrid y en aquel momento había tumultos en las prisiones de Madrid— la cesión de poderes a Carrillo y Cazorla había sido rápida. Carrillo había nombrado como delegado de la Dirección General de Seguridad a Segundo Serrano Poncela, pero el problema para Carrillo era que no tenía un control total del orden público en Madrid, que en gran medida estaba en manos del CPIP. La solución que encontró fue integrar a cinco de sus miembros en el nuevo Consejo de Investigación de la Dirección General de Seguridad, creado por él mismo esa noche y presidido por Serrano Poncela. Su adjunto era Vicente Girauta, el segundo del director general de Seguridad Manuel Muñoz, que a diferencia de su superior no se había marchado a Valencia. Una de las competencias que Carrillo atribuyó al nuevo Consejo fue «todo cuanto se relacione con el mantenimiento de detenciones y libertades, así como también en el movimiento, traslado, etc. de los detenidos». Julius Ruiz destaca, que entre los componentes del Consejo provenientes del CPIP se encontraban el cenetista Manuel Rascón Ramírez y el ugetista Féliz Vega Sáez, ambos responsables de las "sacas" de los días anteriores del CPIP cuyas víctimas habían sido fusiladas en Aravaca y Vaciamadrid. La primera reunión del Consejo tuvo lugar a primera hora de la mañana del 7 de noviembre. No existe acta de lo que allí se trató.

### Las primeras sacas y el acuerdo de las JSU con la CNT (7 al 9 de noviembre)
Durante la reunión de constitución de la Junta, en la madrugada del 6 al 7 de noviembre, se decidió evacuar a los presos internados en la Cárcel Modelo de Madrid, entre los que se encontraban numerosos militares, a prisiones alejadas de Madrid. El motivo era la preocupación por que los presos pudieran aumentar el potencial ofensivo de los sublevados —a la sazón a las puertas de Madrid— ante la eventualidad de la caída de la capital. En ese momento, los combates se llevaban a cabo en la propia ciudad, habiendo llegado los rebeldes hasta la Ciudad Universitaria, muy cercana a la cárcel Modelo (este episodio bélico se conoce como batalla de Madrid).
Según Julius Ruiz, en la cárcel Modelo el proceso de clasificación de los 5400 reclusos por su peligrosidad había comenzado hacia las 7 de la tarde del día 6 de noviembre, cumpliendo una orden de evacuación a la prisión de San Miguel de los Reyes de Valencia firmada por Vicente Girauta, en la que no aparecía ningún nombre. Debido en parte a que no existían unos criterios claros para la selección de los prisioneros que debían ser evacuados, el proceso se prolongó durante toda la noche y la mañana del día 7. Según Paul Preston, la orden de evacuación no iba firmada por Girauta sino por su superior, el director general de Seguridad Manuel Muñoz. Preston también afirma que fue «en algún momento de la mañana» del 7 de noviembre cuando se presentaron en la cárcel con las órdenes de evacuación varios policías de la Dirección General de Seguridad y miembros de las Milicias de Vigilancia de Retaguardia, comandados por su inspector general, Federico Manzano. Sin embargo, la «evacuación» no se llevó a cabo esa mañana sino que se produjo por la tarde.
Así que las primeras sacas tuvieron lugar en las cárceles de Porlier y en la de San Antón, entre las 5 y las 8 de la mañana del sábado 7 de noviembre. Según Julius Ruiz, fueron 26 reclusos de Porlier y 62 de San Antón, en su mayoría militares. Según Paul Preston, fueron entre 185 y 200 de Porlier. Ese día hubo otras dos evacuaciones en la cárcel de San Antón pero en esta ocasión los 59 presos de cada una de ellas llegaron sanos y salvos a la cárcel de Alcalá de Henares.
Según Julius Ruiz, estas dos primeras sacas de Porlier y de San Antón serían la continuación de las llevadas a cabo por el CPIP dos días antes ―de hecho la saca de San Antón la dirigió el mismo policía comunista que se había hecho cargo de la «evacuación» del día 5 en la misma prisión―. Pero a diferencia de las sacas anteriores los presos no fueron llevados a Aravaca o Vaciamadrid para ser fusilados, por estar demasiado cerca del frente, sino al paraje conocido como «Arroyo de San José» en Paracuellos de Jarama, de fácil acceso, pues corría paralelo a la carretera de Madrid a Belvis del Jarama. Los presos, atados por parejas por las muñecas, fueron llevados en autobuses de dos pisos del servicio urbano de Madrid, escoltados por coches y camiones llenos de hombres de las Milicias de Vigilancia de la Retaguardia (MVR), que habían quedado bajo la autoridad de Federico Melchor, delegado de las Fuerzas de Seguridad y Asalto de la Consejería de Orden Público. Los fusilaron en campo abierto  y el alcalde de Paracuellos, el ugestista Eusebio Aresté Fernández ―a quien nadie había avisado de la llegada de los presos―, reunió a un grupo de vecinos para que cavaran una fosa común allí mismo y enterraran los cadáveres.
A primeras horas de la tarde de ese mismo día 7 comenzó la saca de la cárcel Modelo de Madrid que había quedado aplazada por la mañana. Según Paul Preston, el proceso fue dirigido por dos hombres. Fueron nombrando a los presos con un altavoz y los reunieron en el patio de la prisión. Antes de subirlos a los autobuses los ataron, los obligaron a dejar allí sus pertenencias y les requisaron todos los objetos de valor que llevaran. Como los presos de Porlier y de San Antón fueron llevados a Paracuellos, escoltados también por las Milicias de Vigilancia de la Retaguardia, al mando de Federico Manzano. El problema fue que cuando llegaron allí aún quedaban muchos cadáveres de las sacas de la mañana sin enterrar. Todos ellos fueron fusilados y al parecer uno de los pelotones lo comandó el propio Federico Manzano.
El cónsul honorario de Noruega, el alemán Felix Schlayer, y el delegado de la Cruz Roja Internacional habían visitado ese día la Cárcel Modelo y habían visto los autobuses a las puertas de la prisión. El director de la cárcel les había dicho que los autobuses estaban allí para trasladar a 125 militares a la cárcel de San Miguel de los Reyes de Valencia. Inmediatamente Schlayer informó de lo que había visto al cuerpo diplomático en una reunión celebrada aquella misma tarde. Se acordó enviar una comisión para que hablara con el general José Miaja, presidente de la Junta de Defensa, para pedir garantías sobre la seguridad de los presos. El propio Schlayer también fue a ver a Miaja y asimismo se reunió con Santiago Carrillo, el consejero de Orden Público, después de que acabara la primera reunión oficial de la Junta de Defensa que había comenzado a las seis de la tarde. Carrillo le dijo que no sabía nada de los traslados de presos y lo tranquilizó asegurándole que su seguridad estaba garantizada. Esta es la versión que mantuvo Carrillo en sus memorias, en las que confunde al cónsul noruego con el embajador de Finlandia.
Las órdenes utilizadas por Serrano Poncela, como máximo responsable del Consejo de Investigación de la DGS, para llevar a cabo las sacas eran las que había dejado el anterior director general de Seguridad, Manuel Muñoz, antes de abandonar Madrid ―la hora exacta de su salida de Madrid se desconoce, pero está comprobado que el 7 de noviembre ya estaba en Valencia―. Algunas de las órdenes no iban firmadas por Muñoz sino por el subdirector general de Seguridad Vicente Girauta, cumpliendo las instrucciones verbales de su superior. «En todo caso, las órdenes de evacuación no se pueden considerar instrucciones concretas para acabar con la vida de los prisioneros, como demuestra el hecho de que algunos llegaran sanos y salvos a sus lugares de destino», afirma Paul Preston. Este mismo historiador afirma, por otro lado, que no existe ninguna prueba de la acusación lanzada contra Margarita Nelken de que había presionado a Muñoz para que firmara las órdenes.
Para llevar a cabo la operación de «traslado» de los presos se necesitaba la colaboración de los anarquistas pues eran ellos los que controlaban las carreteras de salida y de entrada de Madrid por medio de las «Milicias de Etapas». «Teniendo en cuenta que los anarquistas ya habían tomado y asesinado a varios prisioneros, no era muy probable que pusieran obstáculos ni a las evacuaciones ni a las ejecuciones», afirma Preston.
En la noche del sábado 7 de noviembre tuvo lugar una reunión decisiva entre «los socialistas que tienen la Consejería de Orden Público» y miembros de la Federación local de la CNT. Según Jorge Martínez Reverte, de lo que hablaron y acordaron dio cuenta al día siguiente, domingo 8 de noviembre, en la reunión del Comité Nacional de la CNT en Madrid, Amor Nuño Pérez, uno de los anarquistas presentes y consejero de Industrias de Guerra de la Junta de Defensa ―Julius Ruiz apunta a que es posible que también tomara la palabra Manuel Rascón, el jefe del CEIP―. De la reunión se levantó acta en la que quedó constancia de lo informado por Nuño. Esta acta fue encontrada por el periodista e historiador Jorge Martínez Reverte en el archivo de la CNT de Ámsterdam en el curso de la investigación para su libro La batalla de Madrid publicado en 2004. El acta decía lo siguiente (las mayúsculas son del original):

A continuación da cuenta de los acuerdos que han tenido con los socialistas que tienen la Consejería de Orden Público sobre lo que debe hacerse con los presos, habiendo tomado el acuerdo de dividirlos en tres grupos, a saber:
Primer grupo.―Fascistas y elementos peligrosos. Ejecución inmediata, cubriendo responsabilidad.
SEGUNDO GRUPO. Detenidos de menor peligrosidad, su evacuación inmediata al penal de Chinchilla con toda clase de seguridades.
TERCER GRUPO. Detenidos de menor peligrosidad, su evacuación inmediata con toda clase de garantías sirviéndonos de ellos como instrumento para demostrar a las Embajadas nuestro humanitarismo.

Así pues, en la reunión se decidió la «ejecución inmediata, cubriendo responsabilidad» ―es decir, sin dejar rastros incriminatorios y desplegando una campaña de desinformación para ocultar la verdad de las masacres― de los presos «fascistas y elementos peligrosos», lo que demuestra, según Julius Ruiz, que las matanzas de Paracuellos y de Torrejón de Ardoz contaron con el respaldo de la CNT-FAI y del Partido Comunista de España, ya que los «socialistas» de los que se habla en el acta eran los líderes de las JSU que ya habían ingresado en el PCE. «El PSOE no tuvo un papel importante en estos sucesos… aunque eso no implica que sus dirigentes no fueran conscientes de las matanzas de Paracuellos», afirma Ruiz.
Según Paul Preston, «es razonable suponer que entre los representantes de las JSU figuraran al menos dos de los siguientes: Santiago Carrillo, José Cazorla o Segundo Serrano Poncela. La gravedad de la cuestión que allí se debatió, y los acuerdos prácticos que se alcanzaron, no permitían una representación de menor nivel. Al margen de quienes fueron los representantes de las JSU, es imposible que Carrillo, como consejero de Orden Público y secretario general de las JSU, no estuviera al corriente de la reunión». Por su parte, Julius Ruiz, afirma que no hay ninguna razón para creer que Carrillo no asistiera a esa reunión.
Cuando se produjo la reunión de las dos delegaciones de «socialistas de la Consejería de Orden Público» y cenetistas en la noche del 7 de noviembre, ya se habían producido las primeras “sacas”. La decisión de asesinar a los presos, según Julius Ruiz, se tomó en la noche del 6 al 7 de noviembre por el recién creado por orden de Santiago Carrillo Consejo de Investigación de la Dirección General de Seguridad presidido Serrano Poncela y en el que se habían integrado cinco miembros del CPIP dos de los cuales, el cenetista Manuel Rascón Ramírez y el ugetista Féliz Vega Sáez, ya habían dirigido las sacas de los días anteriores del CPIP cuyas víctimas habían sido fusiladas en Aravaca y Vaciamadrid.
Alrededor de las nueve o las diez de la mañana del 8 de noviembre se produjo una segunda saca de la cárcel Modelo organizada personalmente por Serrano Poncela durante la madrugada, acuciado «porque los fascistas avanzaban y si los libertasen les serían un refuerzo formidable», según relató tras la guerra a los fiscales franquistas un participante en la operación, miembro del Consejo de Investigación de la Dirección General de Seguridad, el comunista Ramón Torrecilla. Según Torrecilla los presos «evacuados» serían más de quinientos, en su mayoría militares, que serían subidos a «siete o nueve autobuses urbanos de los de dos pisos del servicio público urbano y dos autobuses grandes de turismo». Como aún no habían sido enterrados los cadáveres de la saca del día anterior, los presos fueron llevados a otro lugar, la finca Soto de Aldovea de Torrejón de Ardoz. Todos los presos fueron fusilados y sus cadáveres fueron arrojados y enterrados en el canal de riego seco que había en la finca.
Esa misma tarde llegaron también a la finca Soto de Aldovea 40 reclusos sacados de la cárcel de Porlier, de ellos 29 militares. También fueron fusilados y enterrados en el canal. En diciembre de 1939 fueron exhumados 414 cuerpos de Soto de Aldovea y enterrados en el nuevo cementerio de Paracuellos. Según Julius Ruiz, de la cárcel Modelo fueron «evacuados» algo menos de mil presos, sumando las dos sacas, las del 7 y las del 8 de noviembre, lo que constituía la quinta parte de la población reclusa de esa cárcel. Casi la mitad eran militares. Paul Preston coincide con Ruiz pues afirma que fueron 970 las víctimas de la cárcel Modelo. A todos los presos «evacuados» se les incautaron sus enseres personales antes de ser subidos a los autobuses, como ya había sucedido en las sacas del CPIP de los días anteriores.
Al día siguiente 9 de noviembre hubo una nueva saca en la cárcel de Porlier y esta vez los presos fueron llevados a Paracuellos donde fueron fusilados. Eran 30, de ellos un seminarista y cuatro sacerdotes.
Según Julius Ruiz, las matanzas de los días 7, 8 y 9 de noviembre fueron «organizadas por dirigentes del CPIP y agentes de la DGS familiarizados con los métodos revolucionarios del CPIP de mantener el orden público». Sobre la responsabilidad de Muñoz y Galarza, Julius Ruiz afirma que «aunque conocían lo que estaba ocurriendo en las prisiones de la capital, se mostraron más permisivos que emprendedores, dejando que otros tomaran las decisiones más importantes sobre el mantenimiento del orden público en Madrid».

### La paralización de las sacas: la intervención de Melchor Rodríguez, elÁngel Rojo(9 al 17 de noviembre)
Entre el 9 y el 17 de noviembre no hubo más sacas debido a la intervención del anarquista Melchor Rodríguez, nombrado el día 9 «inspector especial del Cuerpo de Prisiones» gracias a una iniciativa del presidente del Tribunal Supremo Mariano Gómez González y del secretario general de la Junta Revolucionaria del Colegio de Abogados, Luis Zubillaga, ―ambos «horrorizados por lo que estaba ocurriendo»―, que contó con el apoyo decisivo de Mariano Sánchez Roca, subsecretario del Ministerio de Justicia, que fue quien logró convencer al ministro Juan García Oliver para que lo nombrara ―es significativo que la orden fuera firmada por Sánchez Roca y no por el ministro―. La primera intención de Gómez y Zubillaga había sido que García Oliver nombrara a Rodríguez director general de Prisiones para lo que le habían enviado un telegrama en el que decían que Rodríguez «por sus cualidades personales y posición sindical» «representa las máximas garantías para defender los intereses de la Justicia de la República del Pueblo». Sin embargo García Oliver nombró como director general de Prisiones a un hombre de su confianza, Antonio Carnero Jiménez. Por otro lado, la iniciativa de Gómez y de Zubillaga había contado con el respaldo de los diplomáticos extranjeros que no se habían marchado a Valencia con el gobierno y que también estaban preocupados por los «traslados» de los presos.
La primera intervención de Rodríguez, antes incluso de que su nombramiento fuera oficial, se produjo el mismo 9 de noviembre cuando se presentó en plena noche en la cárcel Modelo y detuvo la nueva saca de 400 presos que se estaba preparando ―le había avisado Juan Batista, jefe de servicios de la Modelo, a quien Rodríguez nombró después su secretario personal―. A continuación prohibió que ningún preso fuera trasladado entre las seis de la tarde y las ocho de la mañana y sacó a los milicianos de las prisiones. También anunció que acompañaría personalmente a los presos que fueran evacuados a otras cárceles. Por otro lado, escondió a personas perseguidas en el palacio de Viana donde había establecido su cuartel general. Según Julius Ruiz, una de las claves del éxito de Rodríguez en detener las matanzas fue que había sido designado con el respaldo de la CNT-FAI lo que provocó que «los miembros anarcosindicalistas de la Consejería de Orden Público se quedaran paralizados ante el hecho de que era uno de los suyos… quien estaba al cargo de las prisiones de Madrid».
Durante el intervalo en que no se produjeron sacas dos ministros del gobierno, ambos sin cartera, pidieron explicaciones sobre lo que estaba sucediendo en las cárceles de Madrid: Manuel Irujo y José Giral. El vasco Irujo estaba al tanto de lo ocurrido gracias a la información que le había proporcionado el representante del PNV en Madrid, Jesús Galíndez. Su primera iniciativa fue enviar el 10 de noviembre un teletipo desde Barcelona, donde se encontraba, al general Miaja, presidente de la Junta de Defensa de Madrid, en el que le decía:

He tenido noticias de haberse producido en las cárceles [en] días pasados hechos lamentables, como consecuencia de los cuales han sido fusilados gran número de detenidos, sirviéndose las milicias, para extraerlos de las cárceles, de órdenes de traslado suscritas por la Dirección General de Seguridad, y me interesa conocer el número de víctimas, las cárceles de donde hayan sido extraídos, las personas que han autorizado esas extracciones y las medidas de gobierno que hayan sido adoptadas con relación a tales hechos, lo cual me es preciso para informar al Jefe del Estado al que por disposición del Gobierno acompaño en su estancia en esta ciudad.

Como el ayudante de Miaja le contestó que no tenía conocimiento de lo que denunciaba, Irujo junto con su colega José Giral, que también se encontraba en Barcelona, al día siguiente 11 de noviembre pidieron explicaciones por teletipo al ministro de la Gobernación Ángel Galarza. Según Julius Ruiz la conversación que mantuvieron probaría la implicación de Galarza en la matanza de Paracuellos, ya que, según Ruiz, les mintió sobre lo que había sucedido en la cárcel Modelo en la madrugada del día 6 al 7, ―afirmó que había habido un intento de asalto tras un bombardeo franquista y «que algunos grupos consiguieron entrar en la cárcel Modelo y hubo algunos fusilamientos en número inferior al que se ha hecho circular»―, y además respondió con evasivas a las preguntas más directas sobre el destino de los presos. Según Paul Preston, la vaguedad de la respuesta de Galarza «demostraba a las claras que estaba al corriente de las evacuaciones de presos, si bien atribuía los muertos a la furia de las familias de las víctimas de los bombardeos aéreos». Aunque Irujo informó al presidente de la República Manuel Azaña de sus gestiones ―este anotó en su libreta: «Que un inspector de prisiones de la FAI, había impedido nuevas “entregas” de presos», en alusión a Melchor Rodríguez―, los dos ministros desistieron de seguir investigando las sacas del 7 al 9 de noviembre y siguieron el resto del mes en Barcelona.
Al día siguiente, 12 de noviembre, Santiago Carrillo en una alocución por radio reconoció implícitamente las medidas que se estaban tomando con los presos de las cárceles cuando dijo: «La “quinta columna” está camino de ser aplastada, y los restos que de ella quedan en los entresijos de la vida madrileña están siendo perseguidos y acorralados con arreglo a la ley, con arreglo a todas las disposiciones de justicia precisas; pero sobre todo con la energía necesaria para que en ningún momento esa “quinta columna” pued[a] alterar los planes del Gobierno legítimo y de la Junta de Defensa». Dos días después, 14 de noviembre, la Junta de Defensa había pública una declaración desmintiendo la «vil campaña» que estaban lanzando las «emisoras facciosas» «sobre malos tratos a los detenidos fascistas». «Ni los presos son víctimas de malos tratos, ni menos deben temer por su vida», se decía en la declaración.
La declaración de la Junta de Defensa intentaba hacer frente a las informaciones que circulaban entre el cuerpo diplomático y los periodistas extranjeros sobre lo que estaba ocurriendo con los presos de las cárceles de Madrid. Era difícil guardar el secreto cuando los propios vecinos de Paracuellos y de Torrejón de Ardoz hablaban de los cadáveres que tenían que enterrar, sin olvidar el hecho de que las fosas eran visibles desde la carretera. Además estaban los familiares de las víctimas a las que no convencían las «explicaciones» que les daban sobre qué había pasado con ellas. Aunque las masacres de Paracuellos no recibieron la atención que tuvo la matanza de Badajoz por parte de la prensa extranjera, debido en gran medida a la eficacia de la censura republicana, algún periodista como el corresponsal de The New York Times, William Carney, pudo informar a principios de diciembre aprovechando un viaje a París de que «el descubrimiento de dos fosas comunes, además de otras pruebas, refuerza la suposición de que la mayor parte [de los prisioneros evacuados] habían sido asesinados en dos tandas los días 7 y 8 de Nov[iembre]».
En efecto, el cuerpo diplomático había emprendido una investigación para esclarecer lo ocurrido y el gobierno de Largo Caballero recibió gran cantidad de protestas, especialmente de los dos diplomáticos más abiertamente prorrebeldes, el alemán Felix Schlayer, cónsul honorario de Noruega, y el embajador de Chile Aurelio Núñes Morgado. Ambos junto con Georges Henny, representante de la Cruz Roja Internacional ―que había conseguido que la Junta de Defensa le proporcionara una lista con los 1600 nombres de los evacuados de la cárcel Modelo, y de los cuales solo 300 llegaron a Alcalá de Henares―, se desplazaron a Torrejón de Ardoz y allí comprobaron que la tierra estaba removida y que sobresalían brazos y piernas. Por otro lado, el 15 de noviembre el encargado de negocios de la embajada británica George Ogilvie-Forbes, que hacía las funciones de embajador, informó a su gobierno de las masacres. Una semana después recibió un informe de las sacas del 7 y del 8 de noviembre elaborado por el encargado de negocios argentino Edgardo Pérez Quesada. La respuesta de Anthony Eden, ministro de Asuntos Exteriores, fue: «Una noticia espantosa».
El 13 de noviembre ―el 12 según Julius Ruiz― el ministro García Oliver y su director general de Prisiones Carnero se presentaron inesperadamente en Madrid. García Oliver tuvo una fuerte discusión con Melchor Rodríguez pues, según Paul Preston, «no aprobaba las iniciativas que había tomado para impedir el asesinato de los prisioneros». Entonces Melchor Rodríguez le presentó su dimisión. Según Julius Ruiz, Rodríguez «fue despedido mediante telegrama el día 14 de noviembre por excederse en sus poderes». Las sacas se reanudaron en cuanto dejó su cargo. Según Julius Ruiz, «la decisiva intervención de García Oliver es una prueba más del papel activo de los ministros en Paracuellos. Con el despido de Rodríguez, García Oliver restauró el ambiente permisivo que toleraba que el Consejo de Investigación de la DGS realizara las masacres».

### Se reanudan las sacas (18 de noviembre al 4 de diciembre)
Después de los tres primeros días, del 7 al 9 de noviembres, las sacas no se reanudaron hasta el 18 de noviembre, aunque a menor escala. Ya no hubo ninguna de la cárcel Modelo porque los presos habían sido trasladados el 16 de noviembre a otras cárceles de Madrid ―y algunos a Alcalá de Henares― debido a la proximidad del frente. De hecho en la Modelo se habían instalado el cuartel general y el hospital de la XI Brigada Internacional y de la columna Durruti, a pesar de su deterioro a causa de los bombardeos de los sublevados. En la cárcel de Porlier hubo sacas los días 18, 24, 25 y 26 de noviembre, y 1 y 4 de diciembre, con un total de 440 presos asesinados en Paracuellos, pero hubo dos evacuaciones los días 30 de noviembre y 4 de diciembre a la cárcel de Alcalá de Henares. En la de San Antón, los días 22, 28, 29 y 30 de noviembre, con alrededor de 500 víctimas (de las cuales 123 eran sacerdotes o religiosos, incluidos 51 agustinos de El Escorial), pero hubo tres evacuaciones los días 27, 28 y 29 en las que los presos llegaron a salvo a la cárcel de Alcalá de Henares. En la cárcel de Ventas hubo sacas los días 27, 29 y 30 de noviembre, y el 1 y 3 de diciembre, con 226 presos asesinados.
Durante ese periodo en total se llevaron a cabo al menos 15 sacas que acabaron con el asesinato de los presos en Paracuellos y cinco en las que los presos llegaron sanos y salvos a la cárcel de Alcalá de Henares. Por otro lado, en estas sacas dejaron de preponderar los militares porque los «tribunales» de clasificación a las órdenes de Manuel Rascón instalados en cada una de las prisiones comenzaron a prestar más interés a los civiles con antecedentes sociopolíticos «peligrosos» ―en la de San Antón también a los sacerdotes y religiosos―. Pero también el azar desempeñó un papel importante a la hora de determinar si un preso vivía o moría, como ya había sucedido con las sacas del 7 al 9 de noviembre. Entre los presos más conocidos asesinados en esta segunda etapa de las sacas se encontraba el dramaturgo Pedro Muñoz Seca.
La organización de las sacas del 18 de noviembre al 4 de diciembre fue similar a las de principios de mes. Con las órdenes firmadas por Serrano Poncela los policías se presentaban en las prisiones, generalmente bien entrada la noche, para que sus directores les entregaran a los presos que figuraban en la lista. Los presos eran despojados de sus pertenencias ―que eran entregadas al comunista Santiago Álvarez Santiago, jefe de una de las tres comisiones del Consejo de la Delegación de Orden Público― y subidos a los autobuses de dos pisos en los que eran conducidos a Paracuellos escoltados por miembros de las Milicias de Vigilancia de Retaguardia, que eran quienes llevaban a cabo los fusilamientos. También participaron en los fusilamientos milicianos comunistas adscritos a la checa de la calle Marqués de Riscal y hombres del Quinto Regimiento. De nuevo hubo falta de coordinación entre el Consejo de Investigación de la DGS en Madrid y los encargados de los enterramientos en el Arroyo de San José en Paracuellos, pues alguna vez cuando llegaron los «convoyes de la muerte» aún había cadáveres sin enterrar, como sucedió con la saca del 28 de noviembre de la cárcel de San Antón en la que fueron asesinadas 113 personas, entre ellas el dramaturgo Muños Seca.
Los criterios de clasificación de los presos habían sido perfeccionados por el Consejo de Investigación de la Dirección General de Seguridad el 10 de noviembre. Así, los presos quedarían divididos en tres grupos: militares con grado de capitán o superior, falangistas y otros derechistas ―una clasificación que coincidía aproximadamente con lo acordado por las JSU y la CNT en la reunión del día 7―. Para seleccionar a los presos que debían ser ejecutados se nombró un «responsable» y un adjunto en cada una de las prisiones. Las listas definitivas serían entregadas a Manuel Rascón de la CNT y a Ramón Torrecilla del PCE, encargados de supervisar todo el proceso, y éstos a su vez las entregarían a Serrano Poncela que es quien firmaría las órdenes de «liberación», es decir, de ejecución. Serrano Poncela daba cuenta diariamente del desarrollo del procedimiento a Santiago Carrillo. Paul Preston ha destacado que en la selección de los presos era bastante arbitraria y que «se cometieron errores, como demuestra el hecho de que sobrevivieran notorios enemigos de la República [como Manuel Valdés Larrañaga, Agustín Muñoz Grandes y Raimundo Fernández Cuesta ] al tiempo que hombres del todo inocentes fueran ejecutados».
Paul Preston, supone que cuando en las órdenes de evacuación de la Dirección General de Seguridad figuraban las palabras «libertad» o «Chinchilla» eso quería decir que esos presos debían ser eliminados, mientras que si figuraba «Alcalá de Henares» llegaban vivos a su destino. Hasta el 22 de noviembre las órdenes fueron firmadas por el subdirector de la Dirección General de Seguridad Vicente Girauta (ninguna por Carrillo o por cualquier otro miembro de la Junta de Defensa). Después del 22 fueron firmadas por el «sucesor» de Girauta, Bruno Carreras Villanueva, o por Segundo Serrano Poncela. Por supuesto, en ninguna de estas órdenes figuraba que los presos habían de ser ejecutados, sino que tenían que ser puestos en «libertad» o «trasladados».

### El final de las matanzas: la vuelta de Melchor Rodríguez
La última saca llegó a Paracuellos en la mañana del 4 de diciembre. Los 71 presos que fueron fusilados nada más bajar de los autobuses procedían de la cárcel de Porlier. Según Julius Ruiz, «lo que evitó que el Consejo de Investigación de la DGS continuara con su espantosa tarea fue el repentino desmoronamiento de la atmósfera permisiva que había facilitado la masacre de prisioneros desde finales de octubre».
El 25 de noviembre había llegado a Madrid una comisión de seis diputados del parlamento británico ―tres conservadores, dos laboristas y un liberal― para investigar las condiciones de las cárceles. En el recorrido que hicieron por las prisiones, en un momento en que las sacas se habían reanudado, les acompañó Margarita Nelken, diputada socialista que acababa de ingresar en el PCE y que era la encargada de prensa y propaganda de la oficina del general Miaja. El 4 de diciembre, antes de volver a Londres, la delegación británica se reunió en Valencia con el presidente del gobierno Largo Caballero y con el ministro de Estado Álvarez del Vayo. Durante la misma los parlamentarios británicos mencionaron los «excesos» que se habían cometido y Largo Caballero se comprometió a crear una «Comisión de Seguridad» interministerial especial para investigar la seguridad de los presos. En su repuesta formal por escrito Largo Caballero dijo que «el Gobierno también había preparado la evacuación de los prisioneros políticos de la capital de la República y, en la medida de lo posible, la ha llevado a cabo. Seguirá haciéndolo y, de este modo, una de las tareas inmediatas de la ‘Comisión de Seguridad’ quedará completada». Finalmente, el informe que presentaron los diputados británicos a su vuelta a Londres fue bastante favorable al gobierno republicano pues afirmaron que el «claro descenso del número» de reclusos en las cárceles se debía a «un legítimo traslado de prisioneros desde Madrid a las provincias por parte de las autoridades gubernamentales». La «Comisión de Seguridad» prometida por Largo Caballero nunca llegó a formarse. Por otro lado, según Julius Ruiz, «es poco probable» que Galarza «le hubiera ocultado la verdad de las sacas» a Largo Caballero.
Poco después de la llegada de la delegación británica a Madrid, el ministro de Justicia García Oliver llamó a Valencia a Melchor Rodríguez. Se entrevistaron el día 28 de noviembre y  poco después Rodríguez también se reunió con el ministro de la Gobernación Galarza. El 1 de diciembre era nombrado «delegado de Prisiones de Madrid y Alcalá de Henares» aunque la orden firmada otra vez por el subsecretario de justicia Mariano Sánchez Roca no se publicó hasta dos días después. De nuevo Rodríguez había contado con el respaldo del Cuerpo Diplomático, de Mariano Gómez y de Luis Zubillaga que habían exigido su restitución ―y de Mariano Sánchez Roca―.
Así, las sacas cesaron definitivamente cuando Melchor Rodríguez recuperó su cargo. Cuando volvió a Madrid el 5 de diciembre impidió que se produjeran nuevas «evacuaciones» y volvió a expulsar a los milicianos de las cárceles a los que sustituyó por guardias de asalto. El 8 de diciembre impidió el asalto a la cárcel de Alcalá de Henares por parte de una muchedumbre que quería vengar los muertos y mutilados provocados por un bombardeo aéreo rebelde. «La operación asesina del Consejo de Investigación de la DGS había terminado por fin», afirma Ruiz.
Pocos días después del fin de las matanzas Serrano Poncela dejó la Delegación de Orden Público y la presidencia del Consejo de Investigación de la DGS, siendo sustituido por José Cazorla. Su última actuación había sido dirigir el 4 de diciembre el asalto a las casas alquiladas por un funcionario español de la embajada finlandesa donde se habían escondido numerosos quintacolumnistas armados abusando del derecho de asilo gracias a la ausencia del embajador finlandés que había preferido quedarse en Lisboa. Cazorla declaró después de la guerra a sus interrogadores franquistas que había tenido pleno conocimiento de las matanzas. Fue condenado a muerte por un consejo de guerra y fusilado el 8 de abril de 1940. Serrano Poncela, tras la guerra, se exilió en la República Dominicana.

#### ¿Intento de asesinato del doctor Henny?
El 8 de diciembre de 1936 fue derribado sobre Pastrana el avión correo de la embajada francesa que enlazaba Madrid con Toulouse, un Potez 54. En él viajaba el doctor suizo Georges Henny, delegado de la Cruz Roja Internacional, además de dos tripulantes, dos periodistas y dos secretarias. Aunque la pericia del piloto evitó una tragedia mayor, hubo tres heridos: Henny pasó cuatro meses en cama, uno de los periodistas (Louis Delaprée) murió a consecuencia de las heridas y otro sufrió la amputación de una pierna. Aunque el Ministerio de la Guerra proclamó que había sido «criminalmente atacado y derribado por la aviación fascista», el día 21 se descubrió que el avión había sido derribado por dos cazas republicanos Polikarpov I-15, pilotados por soviéticos.
Según César Vidal, lo que no ha sido corroborado por ningún otro autor, el doctor era portador de un dossier sobre las matanzas de presos en Madrid y, en especial, de las producidas en Paracuellos de Jarama, que debía presentarse ante la Sociedad de Naciones en Ginebra, donde iba a comparecer el ministro republicano Julio Álvarez del Vayo. Sin embargo, el derribo evitó que esto ocurriera. Félix Schlayer y otros miembros del Cuerpo diplomático asumieron que había sido derribado deliberadamente en un intento de evitar que las pruebas de las matanzas se hicieran públicas. Por su parte, Ian Gibson señaló que no había hallado informe alguno sobre dichos asuntos en los archivos de la Cruz Roja Internacional.

## Las víctimas
Entre el 7 de noviembre y el 4 de diciembre tuvieron lugar, pues, 33 sacas de presos de las prisiones de Madrid. De ellas, 23 concluyeron con el asesinato de sus integrantes. Las expediciones partieron de la Cárcel Modelo (7, 8 y 9 de noviembre; la cárcel fue evacuada el día 16 y los presos que aún quedaban en ella repartidos entre otras cárceles madrileñas), la de Porlier (7, 8, 9, 18, 24, 25 y 26 de noviembre, 1 y 3 de diciembre; de esta prisión, solo una saca, la del 30 de noviembre, no terminó en tragedia), la de San Antón (7, 22, 28, 29 y 30 de noviembre) y la de Ventas (27, 29 y 30 de noviembre y 1 y 3 de diciembre). No hubo ninguna saca en las cárceles de mujeres, por lo que no existe ninguna presa asesinada en Paracuellos. La mayor parte de las víctimas provinieron de la Cárcel Modelo.
En cuanto a la tipología de las víctimas, éstas pertenecían en su mayor parte a la clase media conservadora y católica, entre los que se contaban abogados, jueces, periodistas, escritores, catedráticos y médicos. Había también un elevado número de militares, falangistas y religiosos, entre las que hay documentados varios casos de padres e hijos y de hermanos muertos juntos. Entre las víctimas había también menores de 21 años. La mayoría habían sido detenidos en Madrid (o trasladados a las cárceles madrileñas desde otras localidades) desde el inicio de la guerra. En el caso de los presos civiles, en su inmensa mayoría sin haber participado en la sublevación militar y sin haber recibido acusación concreta ni juicio alguno. Entre las víctimas se encontraban Federico Salmón, ministro de Trabajo por la CEDA en 1935, Jesús Cánovas del Castillo, político agrarista, e incluso un futbolista, Monchín Triana, que había jugado en el Atlético de Madrid y el Real Madrid. En una de las sacas, la del día 27 de noviembre, procedente de la cárcel de San Antón, encontró la muerte el dramaturgo español Pedro Muñoz Seca. Muñoz Seca, que conoció días antes el fin que le esperaba y tuvo tiempo de escribir a su mujer, dejó dicho a otro preso: “Se me acusa de monárquico, por haber llevado a Roma para Don Alfonso XIII el manto de la Virgen del Pilar. Con este manto voy a morir yo también”. También pereció Mateo García de los Reyes, almirante retirado, primer comandante del arma submarina y Ministro de Marina durante la dictadura de Primo de Rivera. Otra víctima relevante fue Ricardo de la Cierva Codorníu, un abogado cuya relevancia estriba en que trabajaba para la embajada noruega, al frente de la cual se había colocado Félix Schlayer, que fue quien descubrió las fosas en Paracuellos precisamente siguiendo la pista de su abogado. De la Cierva, muerto el 7 de noviembre en una de las sacas procedentes de la cárcel Modelo, era hijo del político conservador Juan de la Cierva Peñafiel, varias veces ministro de la monarquía, padre del historiador Ricardo de la Cierva, y hermano de Juan de la Cierva, el inventor del autogiro. Otro asesinado ilustre fue Hernando Fitz-James Stuart y Falcó, tío de la duquesa de Alba, y que fue medallista olímpico con el equipo español de polo en los Juegos Olímpicos de Amberes 1920.
Las víctimas fueron depositadas en seis fosas excavadas en Paracuellos entre el 7 de noviembre y el 4 de diciembre de 1936, en algunos casos por los propios vecinos del pueblo de Paracuellos, obligados a ello pistola en mano[cita requerida] (existen también aquí discrepancias; mientras que Gibson sostiene que las fosas no estaban abiertas cuando llegaron las primeras sacas, basándose en el testimonio de Ricardo Aresté Yebes, testigo presencial, alcalde de Paracuellos en 1983 e hijo del alcalde de la localidad en 1936, Vidal afirma que estaban ya excavadas puesto que es «la práctica habitual en este tipo de casos», descartando las afirmaciones de Aresté como una mera excusa para asegurar que nadie en Paracuellos, incluido su padre, sabían nada de lo que estaba sucediendo). Una última fosa, la número 7, fue excavada en 1940, una vez acabada la guerra, para acoger los cadáveres de los fusilados en Soto de Aldovea (Torrejón de Ardoz) en las mismas fechas, así como las de otros asesinados en fechas diferentes en lugares como Boadilla del Monte. Todos ellos fueron trasladados al cementerio de Paracuellos en féretros individuales y con toda formalidad.

### Cifras

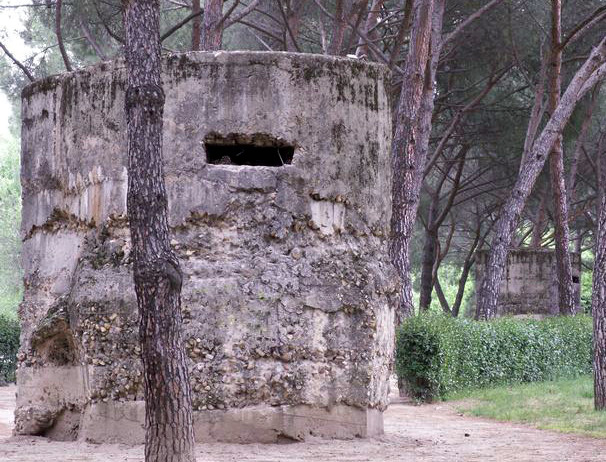
La mayor parte de las sacas se produjeron mientras las tropas franquistas asaltaban la ciudad durante la batalla de Madrid. En la fotografía, búnkeres de ametralladoras en el parque del Oeste, línea del frente durante la batalla de Madrid.

El número total de fusilados en los campos de Paracuellos y de Torrejón ha conocido, desde el principio, distintas cuantificaciones. Su cálculo es complejo porque las órdenes para extraer presos de las cárceles madrileñas (que incluían listas nominativas conservadas entre los documentos de la Causa General) no incluían ninguna indicación acerca del destino final de los sacados de las cárceles. Dichas órdenes, como ya se ha indicado, justificaban la extracción de presos bajo la apariencia de traslado a otras cárceles, o incluso de puesta en libertad de los presos. Además, mientras que algunas expediciones eran efectivamente trasladadas y llegaban sanas y salva a su destino (las menos), otras terminaban en las fosas comunes de Paracuellos y Torrejón. 
El historiador Ian Gibson ofreció en la década de 1980 la cifra de 2400 asesinados. Para ello se basó en el cotejo de las relaciones nominativas registradas en la Causa General (las usadas para extraer los presos de las cárceles) con los listados incluidos en el diario ultraderechista El Alcázar (que el 3 de enero de 1977, en los meses previos a la legalización del Partido Comunista de España, a la que se oponían frontalmente los herederos de la dictadura, publicó una lista nominativa de 2500 asesinados, afirmando que en Paracuellos habían sido asesinadas entre 10 000 y 12 000 personas; el periódico titulaba en portada «Descansen en paz los doce mil mártires vilmente asesinados y enterrados en fosas comunes en Paracuellos del Jarama en noviembre de 1936 por mandato expreso del consejero de Orden Público del Gobierno Rojo, el comunista Santiago Carrillo»), y determinar así cuáles de las sacas terminaron en asesinato. De acuerdo con Gibson, la lista de El Alcázar es una copia literal de la publicada en Comunicación. Órgano oficial de la Delegación Nacional de Ex Cautivos, Madrid, suplemento extraordinario número 5, publicada el 7 de noviembre de 1941, que a su vez se basa en las investigaciones llevadas a cabo, tras la guerra, por la Asociación de Familiares de los Mártires de Paracuellos de Jarama. Gibson también indica que utilizó el libro del padre Vicuña Mártires agustinos de El Escorial, San Lorenzo de El Escorial, 1943 (sobre los monjes agustinos del Monasterio de San Lorenzo de El Escorial, asesinados en Paracuellos; el padre agustino Carlos Vicuña Murguiondo fue el único de los agustinos de El Escorial que no encontró la muerte en el otoño de 1936, siendo liberado gracias a las gestiones del Partido Nacionalista Vasco), para realizar este cotejado. En el caso de la Cárcel Modelo, Gibson verifica la cifra de asesinados procedentes de esta prisión también con el libro de Schlayer y con los registros oficiosos de la Cruz Roja Internacional enviados por Georges Henny, delegado del Comité Internacional de la Cruz Roja en Madrid. De este cotejado, deduce unas cifras aproximadas de 2000 asesinados. Teniendo en cuenta las afirmaciones de Ricardo de la Cierva que indica que existen 2750 víctimas identificadas (citado en El cementerio de Paracuellos del Jarama, Madrid, 1972), datos obtenidos de los archivos de la Asociación de Familiares de los Mártires de Paracuellos (citado en La matanza de Paracuellos, incluido en España 1936-1976. La historia se confiesa, Barcelona, 1978), todo ello reiterado en su obra de 1994, Gibson ofrece una estimación final de los citados 2400 asesinados (curiosamente, La Cierva afirma que «Gibson se declara de acuerdo con mis datos, confirmados por un estudio analítico de El Alcázar». En su edición de 2005, Gibson mantuvo sus conclusiones.

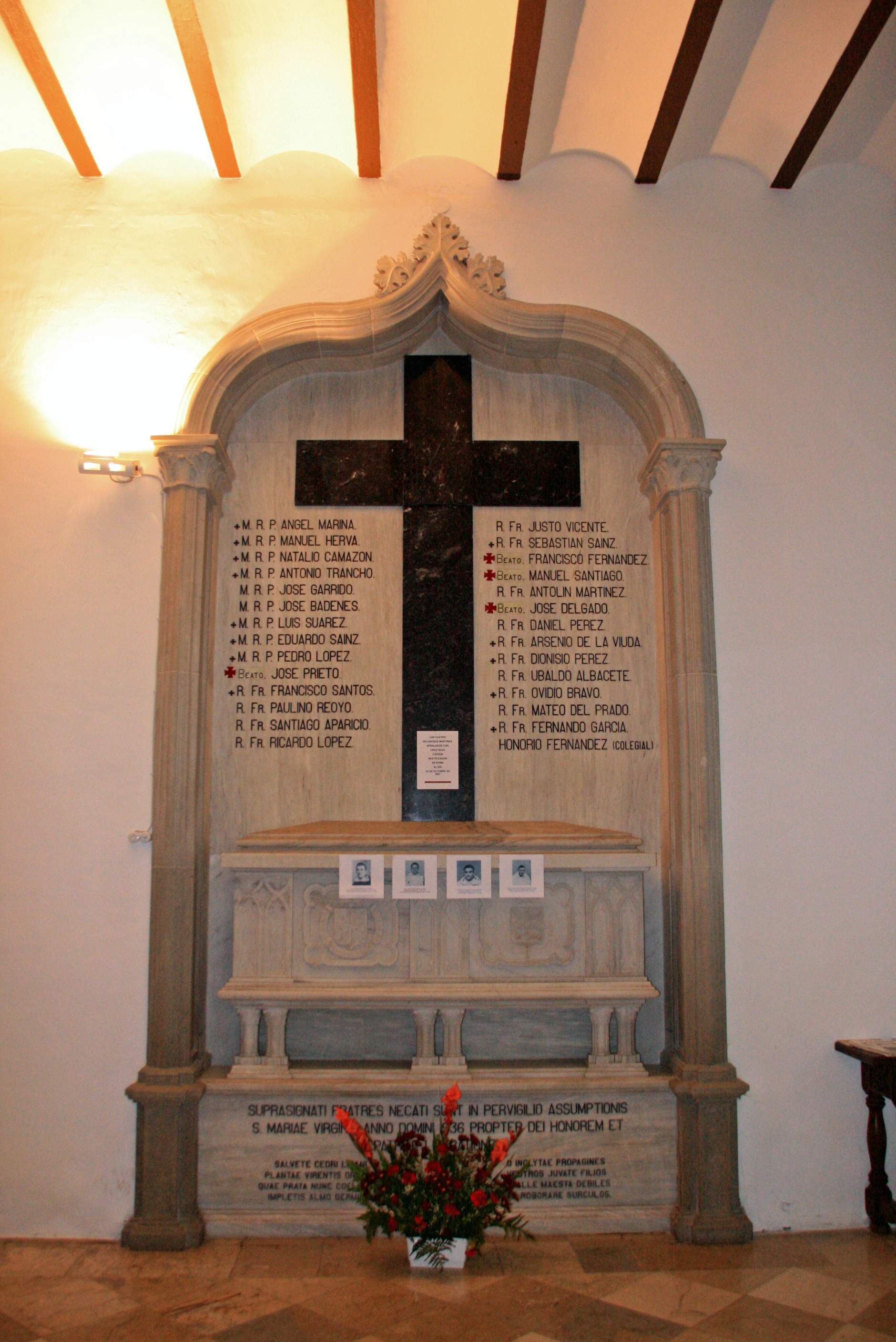
Lápida sepulcral de los "mártires de Almagro" en la iglesia del convento dominico de la Asunción de Calatrava de Almagro (Ciudad Real). Los cuatro dominicos beatificados que aparecen en la lápida (José Delgado Pérez, José Prieto Fuentes, Manuel Santiago Santiago y Francisco Fernández Escosura), fueron asesinados en Paracuellos de Jarama.

Por su parte, César Vidal hace un repaso de las diversas cifras proporcionadas hasta entonces, de forma errónea en todos los casos. Finalmente, Vidal da por bueno un trabajo no publicado ni sometido a revisión historiográfica hasta el momento de José Manuel Ezpeleta, piloto aéreo, nieto de un asesinado en Paracuellos y vocal de la Hermandad de Nuestra Señora de los Mártires de Paracuellos de Jarama (citado erróneamente por Vidal como J. A. Ezpeleta; la edición de bolsillo del libro de Vidal incluye una errata en este punto, ya que atribuye estos estudios a un tal J.A. Ezquerra), el cual incluye una lista de 4200 asesinados, según Ezpeleta completamente identificados, sin contar los 414 fusilados en el Soto de Aldovea en Torrejón de Ardoz, procedentes de una saca de la cárcel de San Antón (y de los que, tras su exhumación, solo se identificó a 96). César Vidal alaba lo que él considera rigor del autor, tomando sus investigaciones como definitivas y redondeando la cifra a unos 5.000 (Vidal incluye en su libro una lista de 4021 víctimas de las matanzas de Paracuellos, si bien no especifica si se trata de la lista de Ezpeleta). 

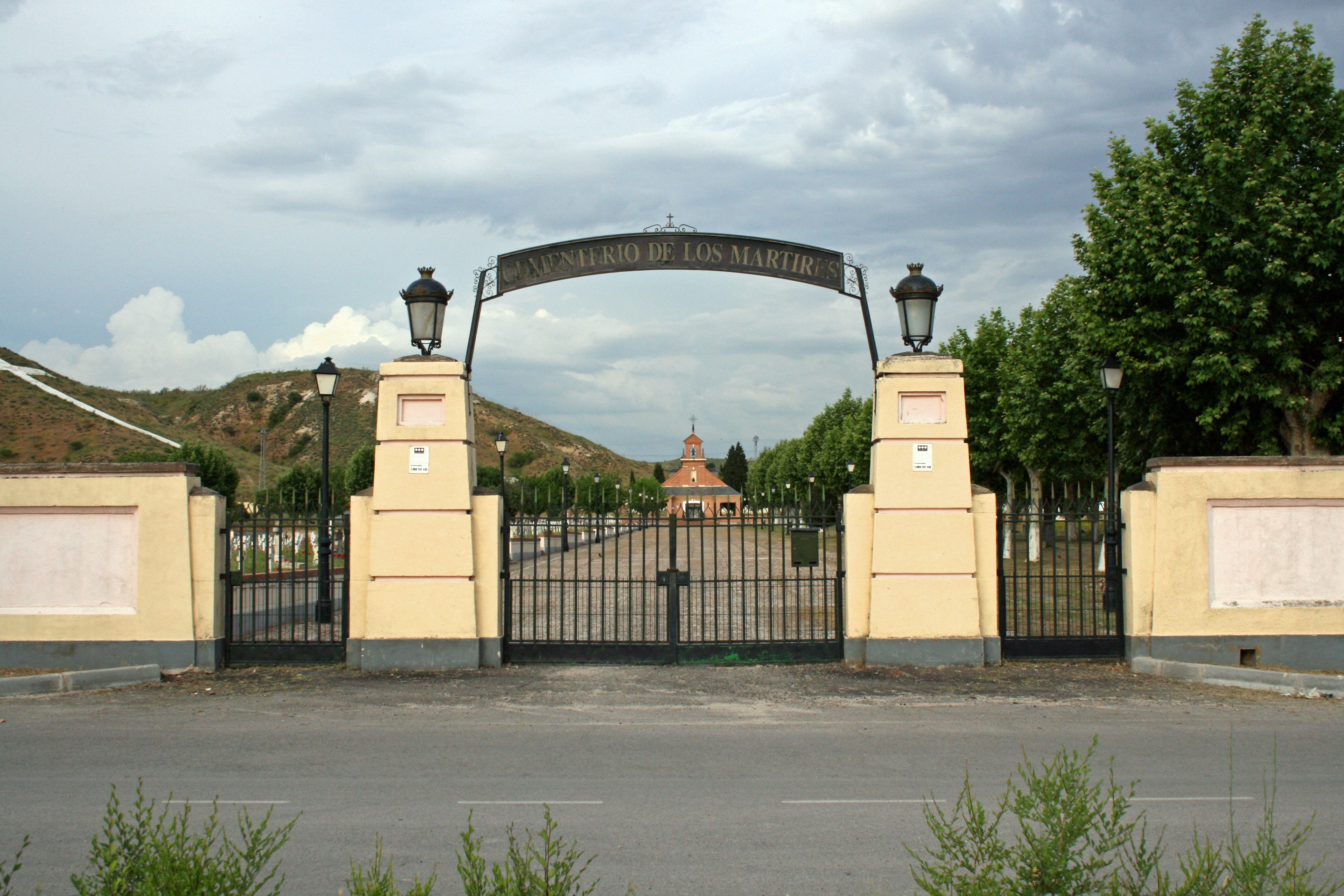
Puerta del cementerio de Paracuellos de Jarama erigido en el lugar donde se encontraban las fosas comunes donde fueron enterrados los asesinados en otoño de 1936.

Javier Cervera ofrece la cifra de unos 2000 asesinados. Su razonamiento comienza con la relativización de la lista de El Alcázar, utilizada por Gibson en sus estimaciones («El conocido trabajo de Gibson les otorga una extraordinaria importancia como base sobre la que cuantificar el número de los asesinados, lo cual nos indica que no parece que las examinara con mucho rigor»). Así, señala la existencia de víctimas que aparecen listadas dos veces o la inclusión de víctimas asesinadas en sacas ocurridas antes del 7 de noviembre (como Ramiro Ledesma, parte de una saca procedente de la cárcel de Ventas cuyos integrantes fueron asesinados en el cementerio de Aravaca la madrugada del 1 de noviembre, como el propio Gibson detalla en su libro). Cervera también descalifica la cifra de 12 000 incluida en el artículo, puesto que, de acuerdo con sus investigaciones, sobrepasaría el total de población reclusa en Madrid en noviembre de 1936. A continuación, cita el trabajo de Rafael Casas de la Vega, El terror. Madrid 1936, Madrid, 1994, el cual incluye también listados con los asesinados en la provincia de Madrid, incluyendo los de las sacas de noviembre y diciembre. Cervera señala que abundan los nombres repetidos con leves variaciones ortográficas, errores de fecha, lugar y circunstancias de las muertes, así como personas que estaban vivas después de la presunta fecha de su muerte, lo cual le hace poner en duda la fiabilidad de las cifras de Casas de la Vega (que eran 2410 con seguridad y 526 más necesitadas de comprobación). Por todo ello, usando los listados disponibles en la Causa General y las listas de El Alcázar y Casas de la Vega, que permitían descartar nombres, se llega a la cifra de algo más de 2000 personas.
Por su parte Paul Preston afirma que se calcula que el número de asesinados estaría entre 2200 y 2500.

## Las responsabilidades
La responsabilidad última de estos crímenes (quién o quienes dieron las órdenes de proceder a las matanzas) es un asunto aún abierto y la tarea de determinarla es cada vez más ardua para los historiadores, a causa de la muerte de muchas personas clave de dichos hechos y de la ausencia de pruebas directas acerca de quién o quienes dieron las órdenes de que algunas de las sacas terminasen en las fosas comunes de Paracuellos o Torrejón. También resulta controvertido dilucidar las complicidades en tales hechos (esto es, qué autoridades, teniendo constancia de las matanzas, no hicieron lo suficiente para impedirlas). Así, Cervera distingue en su análisis entre la responsabilidad directa, es decir, la de los que planearon los asesinatos y dieron las órdenes para su ejecución, y las de aquellos que, conociendo que se estaban llevando a cabo tales acciones, no hicieron lo suficiente para terminar con ellas, aún disponiendo de poder y medios para ello.
Según Ian Gibson
El hispanista irlandés Ian Gibson afirma que es clara la responsabilidad del Partido Comunista, cada vez más poderoso en Madrid y fuerza hegemónica en el Consejo de la Dirección General de Seguridad de la Consejería de Orden Público (presidido por Segundo Serrano Poncela), continuador del Comité Provincial de Investigación Pública (checa de Bellas Artes y luego de Fomento), dirigido en la sombra por los agentes soviéticos en España Mijail Koltsov (al que identifica como a la persona que se ocultaba bajo el seudónimo de Miguel Martínez) y Nikloski "Alejandro" Orlov, jefe de la NKVD en España. De acuerdo con Gibson, el "Consejillo de Orden Público" habría implantado un "sistema de terror y muerte". Un sistema que era heredero de la tristemente célebre "checa de Fomento" y que dirigía el Consejillo de la Dirección General de Seguridad, un organismo controlado por los comunistas con la colaboración activa de los anarquistas. Estos asesinatos no tuvieron lugar en cualquier momento, sino en una especial situación, en la que las tropas franquistas se encontraban a las puertas de la ciudad, sin saberse si entrarían en la ciudad en cualquier momento. En la situación de "miedo y pánico que se habían apoderado de un Madrid sujeto día y noche al bombardeo, aquellos duros del Consejillo [el Consejo de la Dirección General de Seguridad] no estaban dispuestos a tratar humanamente a los presos «fascistas» hacinados en las cárceles de Madrid. Y además, las masas que representaban clamaban por la sangre de aquellos reclusos.

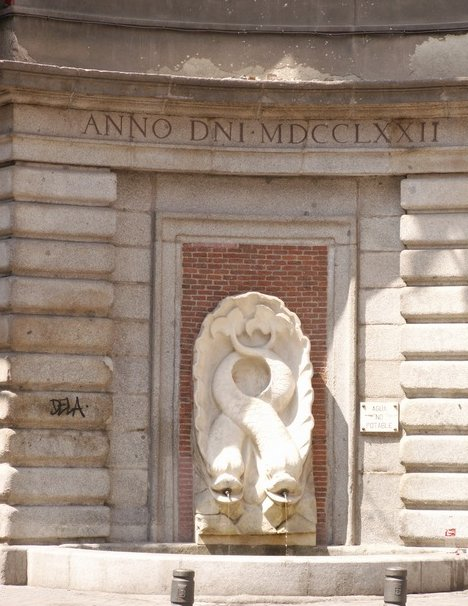
Fuente situada en el chaflán que forma uno de los ángulos del colegio de las Escuelas Pías de San Antón, transformado en cárcel (cárcel de San Antón) durante la Guerra Civil y de donde salieron muchas de las sacas que finalizaron en Paracuellos de Jarama.

Respecto a otras personas acusadas por otros autores de haber ordenado las matanzas, Gibson no considera en ningún momento como responsable de estas a Manuel Muñoz Martínez, director general de Seguridad, que había abandonado la ciudad en la tarde-noche del 6 de noviembre con el resto del Gobierno, habiendo dejado una orden de evacuación de presos de la cárcel de San Antón a Alcalá de Henares, que fue usada el día 7, con la fecha probablemente manipulada. Tampoco menciona a Margarita Nelken, diputada socialista sin ninguna participación en el Gobierno ni en la Junta de Defensa de Madrid (acusada por César Vidal, el cual, siguiendo a Schlayer, la considera sucesora de Muñoz al frente de la Dirección General de Seguridad el 7 de noviembre; Gibson no considera que existiese tal "sucesión" en la DGS entre la huida de su titular, en la noche del 6 de noviembre y la constitución de la Junta de Defensa de Madrid, en la madrugada del 7). Con respecto a Santiago Carrillo, afirma que es difícil de creer que aquel no estuviese enterado de las matanzas que se habían producido los días 7 y 8 de noviembre, si no enseguida, sí muy poco tiempo después (máxime teniendo en cuenta la conversación con Schlayer, en la que este le había advertido de la situación de los presos), si bien es posible que Carrillo no tuviese nada que ver con ella. Gibson concluye que tanto Carrillo como su delegado, Segundo Serrano Poncela, prefirieron no darse por enterados del «sistema de terror y muerte implantado antes de su llegada al poder, de acuerdo, pero continuado durante su mandato. [...] A la vista de esta situación, tanto Carrillo como Serrano Poncela, a nuestro juicio, optaron por hacer la vista gorda». Prueba de que, en caso de haberse querido, la Consejería de Orden Público, a cuyo frente estaba Carrillo, podía haber evitado las sacas, es su cese con el nombramiento de Melchor Rodríguez como delegado especial de Prisiones.
Según César Vidal
César Vidal no hace ninguna distinción entre responsabilidades directas e indirectas. Así, sostiene que la responsabilidad última de los fusilamientos la tuvieron Santiago Carrillo, como consejero de Orden Público de la Junta de Defensa de Madrid, y sus subordinados comunistas, socialistas y anarquistas. También acusa a Margarita Nelken, diputada socialista, Manuel Muñoz Martínez, director general de Seguridad, a los ministros del Gobierno de Largo Caballero Angel Galarza (Gobernación) y García Oliver (Justicia). La responsabilidad estaría, en definitiva, «en una visión ideológica que pretendía poseer la autoridad y legitimidad suficientes como para decidir la muerte de segmentos enteros de la población». Carrillo ha argüido que Paracuellos de Jarama no se encontraba dentro del área de jurisdicción de la Junta de Defensa para sostener su inocencia, aunque las cárceles desde donde partieron todos las sacas de presos sí que lo estaban.
Según Javier Cervera
Javier Cervera por su parte, afirma que indudablemente las matanzas fueron cuidadosamente preparadas y no resultaron obra de incontrolados, individuos aislados o comités autónomos. En su análisis, Cervera diferencia entre responsabilidades directas (los que ordenaron y planificaron las matanzas) e indirectas (aquellos que pudiendo haberlas evitado no lo hicieron) y comienza descartando responsables. Así descarta a los comités de las tristemente célebres checas, así como al Gobierno de la República o a sus Tribunales de Justicia. A los chequistas los descarta debido a que nunca se preocuparon acerca de la selección de paseados o de la elaboración de listas. Respecto al Gobierno de la República, Cervera señala que las sacas ocurrieron cuando el gobierno se encontraba en Valencia, no comenzando hasta horas después de su partida. El Gobierno, y sobre todo su ministro de Estado, Julio Álvarez del Vayo, era consciente de la atención del Cuerpo Diplomático a la situación de las prisiones desde agosto. En un momento en el que la República necesitaba desesperadamente el apoyo de las democracias europeas, una acción de tal calibre únicamente conseguiría deslegitimar al Gobierno de la República. Además, las sacas iban en contra de los esfuerzos del Gobierno para instituir los Tribunales Populares que hacieran pagar sus culpas legalmente a los sublevados y sus partidarios. Cervera afirma, basándose, entre otras cosas, en los reglamentos aplicables a la gestión de las salidas de presos de las cárceles madrileñas, que la responsabilidad de las sacas estuvo en el entorno de la Dirección General de Seguridad. Sin embargo, también exculpa a su director, Manuel Muñoz Martínez, puesto que este huye a Valencia el día 6 de noviembre hacia las siete de la tarde y las sacas no comenzaron hasta la madrugada del día 7 (en compañía del ministro de Gobernación, Ángel Galarza, el cual, obviamente tampoco estuvo en Madrid en el momento de las sacas). Efectivamente, una de las órdenes de extracciones de presos, utilizada en la cárcel de San Antón el 7 de noviembre, estaba firmada por él, pero Muñoz no se encontraba en Madrid y el documento conservado en la Causa General parece tener raspada la fecha de esta orden (Muñoz sí que había firmado anteriormente otras órdenes de extracciones de presos que terminaron en matanza, como las utilizadas en la cárcel de Ventas los días 31 de octubre y 1 y 2 de noviembre, en la que los integrantes de las expediciones fueron asesinados en el cementerio de Aravaca), por lo que puede descartarse la participación de Muñoz en estas sacas (tras el día 7, su firma no volvió a aparecer en ninguna orden). Por otra parte, la iniciativa de eliminar a los presos tampoco partió del Gobierno a través de los Tribunales Populares, puesto que tras las matanzas, muchos presos fueron llamados a juicio, ignorantes los Tribunales Populares de que habían sido asesinados.
Cervera achaca la responsabilidad directa de la decisión y planificación de los asesinatos a sectores, personas u organismos comunistas, actuando desde la Dirección General de Seguridad, que dependía de la Consejería de Orden Público. Adicionalmente, señala que se contó con la complicidad de miembros de la Federación Local de la CNT, tal como indican los hallazgos de Reverte. Sobre la implicación de los soviéticos, ante la falta de documentos al respecto, Cervera no la descarta, pero tampoco la afirma.
Según Jorge Martínez Reverte
La principal novedad de Cervera es que sigue la tesis de Jorge Martínez Reverte, según la cual los anarquistas tomaron parte en los hechos (Payne también lo hace). Según Reverte, la orden de la matanza vendría de los agentes soviéticos que, con mano de hierro, dirigían al PCE en aquellos momentos. La ejecución de las matanzas habría corrido a cargo de comunistas y anarquistas (la participación de estos últimos era absolutamente necesaria al controlar las Milicias de Etapas, encargadas de vigilar las carreteras). Una vez constituida la Junta de Defensa, representantes cenetistas y de las JSU se habrían reunido en un aparte (sin contar con el general Miaja ni con los representantes de otros partidos) y habrían llegado a un acuerdo consistente en clasificar a los presos, unos ocho mil, en tres categorías: la primera, compuesta por “fascistas” y elementos "peligrosos" que serían ejecutados de inmediato; la segunda, con responsabilidades menores, sería trasladada a Chinchilla; los componentes de la tercera serían puestos en libertad. La alianza sería meramente circunstancial, puesto que aunque ambos compartían la obsesión por eliminar a los miembros de la derecha, alimentada por los miles de asesinatos que los sublevados habían ido cometiendo en su avance hacia Madrid, se detestaban. Sin embargo, unos controlaban la consejería de Orden Público, con la policía y los ficheros de presos, y otros las carreteras de salida de Madrid, por donde las expediciones deberían pasar si no se querían llevar a cabo las matanzas en pleno Madrid. Sin embargo, Reverte también sostuvo que las JSU no tenían la autonomía suficiente para tomar una decisión de tal calibre y que fueron los agentes estalinistas soviéticos, de los que Mijail Koltsov era el más conocido, quienes tomaron la decisión.
Reverte fundamentaba esta tesis en un documento encontrado por él mismo en los archivos de la CNT: el acta de una reunión en el local del Comité Nacional de la CNT entre distintos miembros de comités de la organización confederal en Madrid llevada a cabo el 8 de noviembre en la que uno de los conocedores del supuesto pacto secreto, Amor Nuño, consejero de Industrias de Guerra de la Junta de Defensa de Madrid, relata con todo detalle el acuerdo que se había tomado. Sin embargo, en el acta no aparecen los nombres de los representantes de las JSU que habían participado en la reunión.
Herederos del movimiento anarquista han negado cualquier participación anarquista en las matanzas de Paracuellos.
Según Julián Casanova
Julián Casanova, profesor de Historia Contemporánea en la Universidad de Zaragoza, asigna las responsabilidades a las autoridades comunistas de la Consejería de Orden Público, asesoradas por los soviéticos, en el libro, coordinado por Santos Juliá, Víctimas de la guerra civil, Madrid, 1999, citando a Manuel Muñoz, Santiago Carrillo y Segundo Serrano Poncela:

No parece exagerado cargar la responsabilidad sobre los aparatos policiales, bajo control comunista y con asesores soviéticos, sobre militantes de las Juventudes Socialistas Unificadas y sobre los máximos dirigentes de ese sistema policial: Manuel Muñoz, director general de Seguridad; Santiago Carrillo, consejero de Orden Público; y Segundo Serrano Poncela, «delegado para la Dirección General de Seguridad» [...] las «sacas» de noviembre apuntan a una limpieza de la retaguardia en toda regla, dictada por la guerra y querida al mismo tiempo, una ocasión extraordinaria para aniquilar al enemigo político, ideológico y de clase.
(Juliá 1999: 134-135.)

Según Paul Preston
Paul Preston afirma que la decisión de evacuar y eliminar a los presos se discutió «casi con toda seguridad» en las reuniones que tuvieron lugar «el 6 de noviembre entre José Miaja [presidente de la Junta de Defensa de Madrid], Pedro Checa y Antonio Mije [ambos dirigentes comunistas]; Mijaíl Koltsov [corresponsal de ‘’Pravda’’ quien al parecer actuaba a las órdenes del general Gorev] y Checa; y Mije, Vladimir Gorev [general jefe del GRU que no se había marchado con el gobierno a Valencia]  y Vicente Rojo [jefe del Estado Mayor del general Miaja]». Sin embargo, Preston reconoce que «apenas queda registro de estas conversaciones, si es que queda». A continuación se queja de que «apenas» haya material sobre el papel específico que tuvieron en la matanza los anarquistas, el Quinto Regimiento o la Brigada Especial, creada con el asesoramiento de Orlov y algunos técnicos del NKVD, entre ellos Iosif Grigulevich». Preston concluye: «En consecuencia, es inevitable que siga existiendo un elemento de deducción, si no de pura especulación, en lo que se refiere a la responsabilidad colectiva».
Según Paul Preston, Miaja, Rojo, Gorev y los principales dirigentes comunistas delegaron la solución del tema de los presos, que es «posible» que incluyera su eliminación, en los dos líderes comunistas, Checa y Mije. «Ellos, que sí aprobaban la ejecución de los prisioneros, delegaron a su vez la organización de las operaciones en Carrillo, Cazorla y Serrano Poncela, quienes, para cumplir su cometido, se sirvieron de miembros de las JSU a los que situaron en diversos puestos de la Dirección General de Seguridad. Contaban asimismo con la ayuda de Contreras (Vidali) [agente de la Komintern] y del Quinto Regimiento, y con la de Grigulévich y la Brigada Especial [un destacamento de élite integrado por militantes socialistas en la Dirección General de Seguridad]».
Como argumento para descartar a la Consejería de Orden Público como responsable última de las matanzas, Preston afirma que «es inconcebible que tales decisiones [sobre los presos de Madrid] fueran tomadas aisladamente por tres políticos tan jóvenes como Carrillo, de veintiún años, Carzorla de treinta años, y Serrano Poncela, de veinticuatro años. La autorización de sus operaciones… por fuerza tuvo que llegar de individuos más experimentados. Sin duda necesitaron el visto bueno de Checa y de Mije, quienes a su vez, precisaron la autorización de Miaja y probablemente de los asesores rusos. […] Los comunistas siempre buscaban su consejo y lo recibían con gratitud… El desarrollo de las decisiones operativas exigía, tal como recibió oportunamente, la colaboración tanto del movimiento anarquista como de los asesores rusos en materia de seguridad. Por tanto, la autorización, la organización y la ejecución de las decisiones relativas a la suerte de los presos fue obra de muchas personas».
Otro argumento que utiliza Preston es el diario de Mijail Koltsov que en su entrada del 7 de noviembre se dice que Pedro Checa tomó la decisión de enviar los milicianos a las prisiones presionado por un tal «Miguel Martínez», quien podría ser el propio Koltsov, pero que, según Preston, podría ser también el agente del NKVD Iósif Grigulévich ―quien muchos años después aseguró que había trabajado estrechamente con Santiago Carrillo―. Su superior era el jefe del centro de operaciones del NKVD en Madrid, Alexander Orlov. A pesar de la anotación del diario, Preston cree que la reunión entre Checa y «Martínez» se habría producido alrededor de la medianoche del 6 de noviembre.
En un artículo de opinión del diario El País publicado el 21 de septiembre de 2012, tres días después del fallecimiento de Santiago Carrillo, y firmado junto con otros tres historiadores ―Angel Viñas, Fernando Hernández Sánchez y José Luis Ledesma―, Paul Preston culpaba del «chispazo que condujo a Paracuellos» (Paracuellos fue «una dramática excepción» en la represión republicana, se dice en el artículo) al agente del NKVD Alexander Orlov, cuyas «recomendaciones» fueron «puestas en marcha» por el dirigente del PCE, Pedro Fernández Checa, que fue quien supervisó todo el proceso y no la Dirección General de Seguridad, que estaba a las órdenes de Carrillo, ya que era él, como secretario de organización del PCE, el «enlace con los servicios de inteligencia soviéticos» y además «era también el responsable de una sección consustancial a toda organización de corte leninista: el aparato secreto o ilegal, compuesto de “cuadros especiales” que se activaban según el contexto en que se desenvolviera el partido». Fueron estos «cuadros especiales» del «aparato secreto o ilegal» del PCE, «todos ellos curtidos en la eliminación de falangistas», los que se «incrustaron» en la DGS mucho antes de la formación de la Junta de Defensa. De los «aspectos operativos» se encargaron militantes comunistas, a través de la DGS, y anarco-sindicalistas «que controlaban la periferia madrileña libre de asedio». De todo el proceso estuvo informada la Junta de Defensa de Madrid, por lo que su presidente el general Miaja también sería responsable de lo sucedido así como Santiago Carrillo, que «recibió instrucciones que no se transcribieron». El Gobierno de la República no tuvo ninguna responsabilidad en lo ocurrido.
Según Julius Ruiz
Julius Ruiz afirma que el gobierno de Francisco Largo Caballero estaba preocupado por «el peligro que suponía una concentración tan grande de “fascistas”» en las cárceles madrileñas pero que «quedó paralizado por la pasividad». «Sería el CPIP quien resolvería el “problema de las cárceles”». Había empezado a actuar el 27 de octubre con una primera ‘’saca’’ de la cárcel de Ventas. «Cuando el gobierno salió de Madrid el 6 de noviembre, el CPIP ya había sacado a 190 prisioneros de distintas cárceles y los había fusilado a las afueras de la capital. El modus operandi lo había desarrollado el CPIP durante los tres meses previos: los directores de las prisiones transferían a los reclusos bajo su custodia basándose en falsas órdenes de salida firmadas por el director general de Seguridad. Así, aunque los asesores soviéticos aprobaron la operación, las matanzas de Paracuellos fueron made in Spain».
Según Ruiz, las matanzas de Paracuellos fueron organizadas y llevadas a cabo por el Consejo de Investigación de la Dirección General de Seguridad, creado por el consejero de Orden Público de la Junta de Defensa Santiago Carrillo en la noche del 6 de noviembre, antes de haber asumido oficialmente el cargo. En ese Consejo de Investigación, dirigido por Segundo Serrano Poncela, se integraron los dirigentes del CPIP. Así, Ruiz afirma que el dirigente del PCE Pedro Checa, estaba al corriente de lo que se decidía en el Consejo de Investigación de la DGS gracias a lo que le comunicaban los miembros comunistas del mismo que respondían ante él, pero esto «no implica que Paracuellos fuera la consecuencia de las órdenes emitidas por Checa en nombre de Koltsov, el periodista de Pravda, ni del puñado de agentes del NKVD que había entonces en Madrid. Aunque Viñas alega que Paracuellos constituyó la primera gran hazaña del NKVD en terreno español, fue en realidad una operación organizada por españoles para matar a otros españoles. […] Sin duda, los representantes soviéticos en Madrid ―ya fueran periodistas como Koltsov o agentes del NKVD, como Orlov o Iosif Grigulevich, Grig― animaron a sus camaradas comunistas españoles a ser implacables con la quinta columna. Viñas cita un informe policial republicano de octubre de 1937 que indica que el NKVD proporcionó asesoramiento técnico a Carrillo en noviembre de 1936. Pero esto apenas constituye una prueba convincente que demuestre que el NKVD tuviera un papel importante en las matanzas de noviembre. El hecho es que algunos militantes de las JSU y del PCE en el Consejo de Investigación de la DGS, como Arturo de la Rosa y Antonio Molina Martínez, eran enérgicos practicantes del terror dentro del CPIP antes de la llegada del NKVD».
Ruiz considera que es clave el acuerdo alcanzado por las JSU, controladas por el PCE, y la CNT el 7 de noviembre por el que serían «eliminados, cubriendo responsabilidad» los presos «peligrosos» de las cárceles madrileñas. Por otro lado, Ruiz afirma que algunos miembros del gobierno republicano, en concreto el ministro de la Gobernación, el socialista Ángel Galarza, y el ministro de Justicia, el anarquista Juan García Oliver, estaban al corriente de las matanzas y dieron cobertura a sus perpetradores. También considera muy probable que el presidente del gobierno Largo Caballero hubiera sido informado por Galarza de lo que había sucedido con los presos «evacuados» de las cárceles de Madrid.

### La responsabilidad de Santiago Carrillo

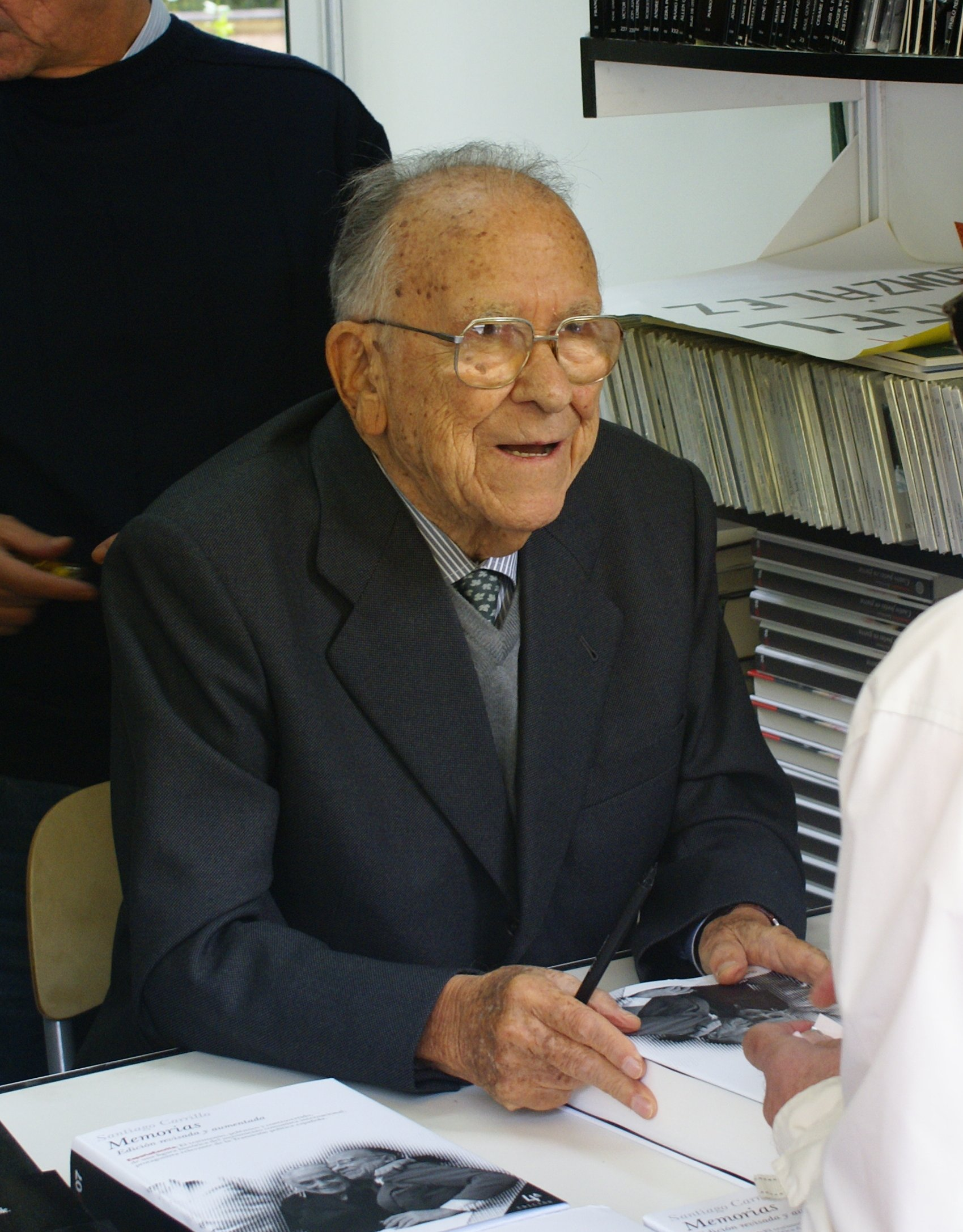
Santiago Carrillo firmando sus Memorias en la Feria del Libro de Madrid en 2007. Santiago Carrillo era consejero de Orden Público cuando tuvieron lugar las matanzas.

En la madrugada del 7 de noviembre, el puesto de consejero de Orden Público de la Junta de Defensa de Madrid había recaído en el joven Santiago Carrillo. Tenía 21 años y era el secretario general de las Juventudes Socialistas Unificadas, una organización que contaba con 30 000 militantes en julio de 1936 y que constituía el resultado de la fusión entre las juventudes del PSOE y las del PCE. Carrillo provenía de las socialistas, alineadas con el ala izquierda del partido, liderada por Largo Caballero. Sin embargo, cuando se hizo cargo de la consejería, Carrillo había solicitado ya (el mismo día 6 de noviembre), junto con muchos de sus compañeros de la dirección de las JSU, el ingreso en el PCE, algo que desconocían en el PSOE.
Según la Causa General
Ya la Causa General franquista mencionó a Carrillo en relación con las matanzas. En el capítulo 7 de Causa General. La dominación roja en España. Avance de la información instruida por el Ministerio Público, Cárceles y asesinatos, Carrillo aparece mencionado una sola vez, como consejero de Orden Público y responsable del nombramiento de Segundo Serrano Poncela como delegado de Orden Público, responsable a su vez del Consejo de la Dirección General de Seguridad, al que se le atribuye la responsabilidad de las matanzas. También en el Anexo 4, relativo a Las checas, Carrillo es definido como presidente, junto con Serrano Poncela del Consejo, el cual procedió a las extracciones de presos, los cuales fueron asesinados por las Milicias de Vigilancia de la Retaguardia (en relación con ello, el propio Carrillo afirmó que la imputación por parte del régimen franquista acerca de su culpabilidad se produjo solo cuando fue elevado a la secretaría general del Partido Comunista de España, en la década de 1950, veinte años después de las masacres).
Según Ricardo de la Cierva
Autores identificados con el franquismo, como Ricardo de la Cierva (hijo, además, de un asesinado en Paracuellos), acusan a Santiago Carrillo de haber ordenado las matanzas. Tales acusaciones son lugar común entre círculos de la extrema derecha, donde la calificación de Carrillo como «genocida» y «asesino» es habitual, así como por parte de periodistas autodefinidos como liberales. Familiares de los asesinados han acusado también a Carrillo, mostrándose convencidos también de su responsabilidad. Autores como César Vidal, Pío Moa, Rafael Casas de la Vega[cita requerida], o Stanley G. Payne han secundado tales acusaciones. Incluso historiadores alejados de las corrientes representadas por estos últimos, como Guillermo Cabanellas se han mostrado de acuerdo, siguiendo el testimonio de Jesús de Galíndez (véase más abajo), si bien considerando que fueron los agentes soviéticos los que posiblemente ordenaron las matanzas, siendo Carrillo el brazo ejecutor de la operación.
Otros autores, sin embargo, sostienen que no existen ninguna prueba documental o testimonio directos que prueben o le acusen de haber ordenado directamente las matanzas, aunque sí documentos o citas de terceras personas. El propio Carrillo desmintió repetidamente que fuese él la persona que ordenase las matanzas, centrándose en las sacas de la cárcel Modelo y atribuyéndolas generalmente a grupos de incontrolados operando fuera de su jurisdicción, que interceptaron los convoyes, los cuales contaban con una escolta escasa y poco dispuesta a defender a los presos debido a la crítica situación militar y de estado de ánimo de los defensores de la ciudad. En su entrevista con Ian Gibson para Paracuellos: cómo fue, Carrillo niega la posibilidad de que los responsables de las matanzas fueran parte de la consejería de Orden Público aunque insinúa la responsabilidad de Serrano Poncela y de los agentes soviéticos.
Según César Vidal
César Vidal ha escrito que «debe afirmarse que la responsabilidad ejecutora de Carrillo no tuvo ninguna duda ninguno de los que supieron, en noviembre de 1936, lo que estaba sucediendo —como no la han tenido después los familiares de los asesinados ni los estudiosos del tema— ya formaran parte del cuerpo diplomático, como [Felix] Schlayer o de las autoridades republicanas». En su apoyo, cita los escritos del diplomático germano-noruego Felix Schlayer (Diplomat im roten Madrid de 1938) y el nacionalista vasco Jesús de Galíndez (Los vascos en el Madrid sitiado). Así, respecto al primero, Vidal afirma que Schlayer, el día 7 de noviembre:

... se encaminó a su entrevista con Santiago Carrillo. El consejero de Orden Público demostró una notable astucia pero no cayó en el engaño. Con todo, el cónsul noruego no supo exactamente qué responsabilidad atribuirle en lo que sucedía [...] Sí que tuvo clara la responsabilidad subsiguiente a aquella entrevista y, ciertamente, no se equivoca. En el curso de los días siguientes, no solo continuaron las sacas sino que Schlayer constató que Miaja y Carrillo no hacían nada para impedir las matanzas. «Y —como escribiría tiempo después— entonces sí que no podían alegar desconocimiento ya que estaban informados por nosotros».
(Vidal 2005: 183)

Respecto al segundo, Vidal cita la obra de Galíndez:

Algunos de estos fascistas [la Quinta Columna] estaban refugiados en las embajadas protegidas por el "tabú" de la extraterritorialidad, muchos aún se agazapaban en casas particulares desde las cuales tiroteaban a mansalva, pero otros estaban apresados en las cárceles de la ciudad. Y el mismo día 6 de noviembre se decidió la limpieza de esta Quinta Columna, por las nuevas autoridades que controlaban el orden público.

Los fascistas se han encargado de propagar escenas y cifras, que creo no son del todo ciertas. Pero la trágica limpieza fue desgraciadamente histórica, no caben paliativos a la verdad. En la noche del 6 de noviembre fueron sumariamente revisadas las fichas de unos 600 presos de la Cárcel Modelo, y, comprobada su condición de fascistas, ejecutados en el pueblecito de Paracuellos del Jarama, cerca de Alcalá de Henares; dos noches después, otros 400 presos eran idénticamente ejecutados; en total fueron 1.020. En días sucesivos, hasta el 4 de diciembre, la limpieza seguiría, aunque con cifras inferiores, en las demás cárceles provisionales[...] Las matanzas de agosto, los paseos, son injustificables, pero se explican por la situación del momento y la índole de las personas que la hicieron; para mí, la limpieza de noviembre es el borrón más grave de la defensa de Madrid, por ser dirigida por las autoridades encargadas del orden público.
(Galíndez 2005: 85-88), citado parcialmente en (Vidal 2005: 218)

No cita Vidal, sin embargo, la siguiente frase del libro de Galíndez:

Bien es verdad, que a primeros de diciembre dejó Serrano Poncela la Delegación de Orden Público y fue nombrado Melchor Rodríguez para la Delegación de Prisiones, momento en el cual las matanzas cesaron y Tribunales Regulares comenzaron a actuar con un criterio justo y benévolo.
(Galíndez 2005: 88.)

Finalmente, Vidal señala que Carrillo justifica en sus memorias su desconocimiento sobre lo que ocurrió con los presos extraídos de la cárcel Modelo, pero muestra un «silencio absoluto» sobre la segunda fase de las matanzas (la ocurrida a partir del 18 de noviembre).

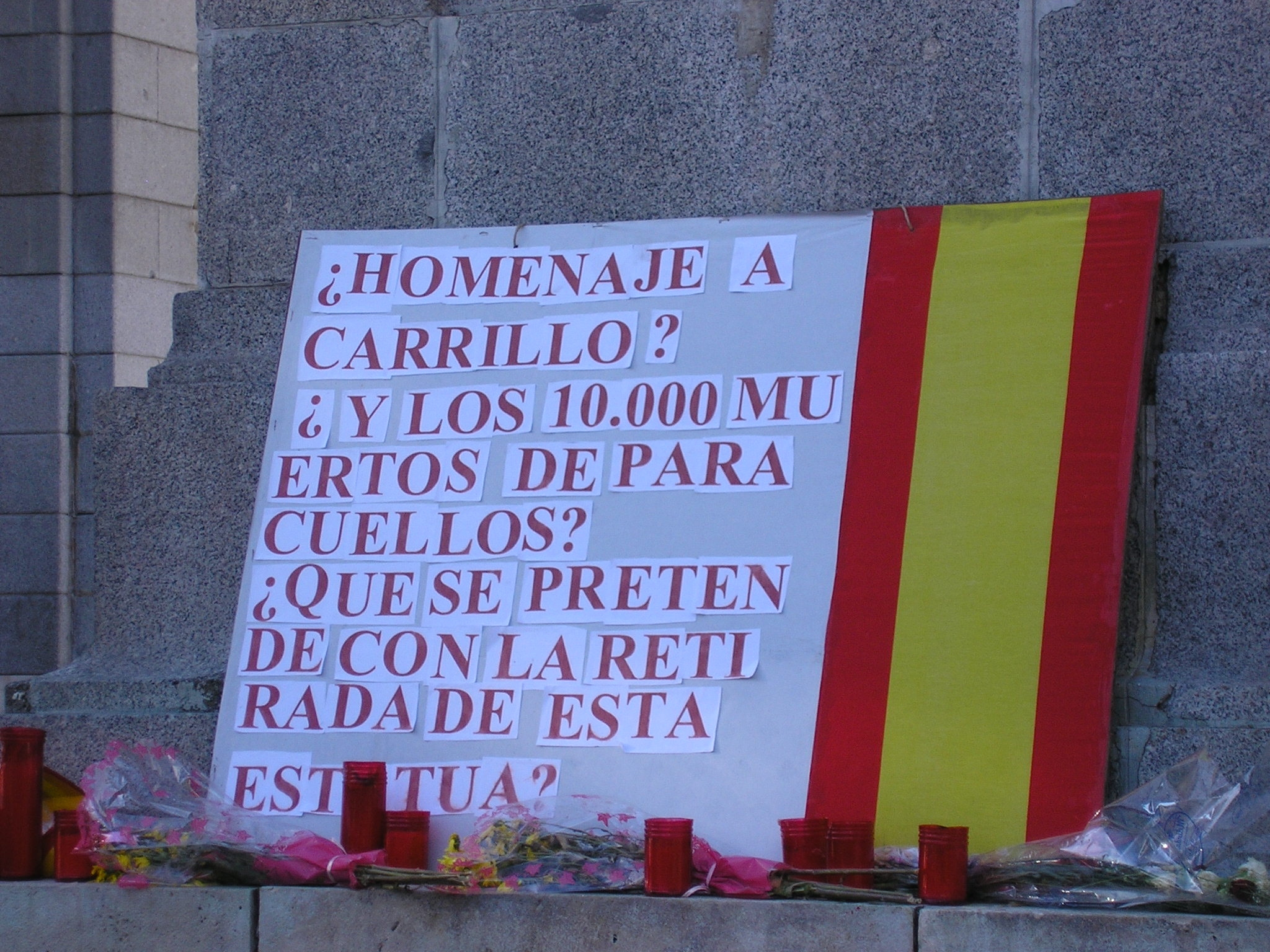
La ultraderecha considera a Santiago Carrillo responsable de las matanzas de Paracuellos. En la foto, un cartel colocado donde retiraran una estatua de Franco en los Nuevos Ministerios de Madrid en 2005.

Por su parte, Ian Gibson examina también otras afirmaciones de Galíndez, que han sido utilizadas como argumento incriminatorio de Carrillo:

El deber de estricta objetividad que me he impuesto hace que dé cuenta de la versión escuchada en labios de Segundo Serrano Poncela, baja en el Partido Comunista antes de terminar la guerra, y exiliado finalmente en la República Dominicana. Según sus palabras, él ignoró totalmente que el «traslado a Chinchilla», o las órdenes de libertad posteriores, fueran una contraseña convenida para sacarlos de la prisión y matarlos en las afueras de Madrid; las órdenes le eran pasadas por el consejero de Orden Público, Santiago Carrillo, y él se limitaba a firmarlas; y tan pronto como averiguó la trágica verdad, a primeros de diciembre, dimitió de su cargo. El asunto es tan delicado y grave que no juzgo lícito opinar.
(Galíndez 2005: 89) citado en (Gibson 2005: 251-252.)

Gibson, sin embargo, descarta esta "prueba de cargo" por dos razones: que según al menos dos fuentes, el propio Carrillo y Arturo García de la Rosa, Serrano Poncela fue destituido, no dimitió; y que no existe ninguna mención en los documentos de la Causa General sobre el procedimiento al que según Galíndez aludió Serrano Poncela. Gibson concluye que: "Si Serrano Poncela pronunció, pues, las palabras recogidas por Galíndez, creemos que o bien mentía o sufría una aguda amnesia". Carrillo reconoce, sin embargo, en una entrevista con el propio Gibson, que no recuerda si existe algún documento recogiendo la destitución de Serrano Poncela (Gibson confirma que no existe ninguna referencia en el Boletín de la Junta de Defensa). Este hecho (la falta de orden de destitución) es para Vidal un intento de Carrillo de evadir su responsabilidad y transferírsela a Serrano Poncela.
No obstante, la prueba definitiva para Vidal sería un documento proveniente de los archivos soviéticos, con fecha de 30 de julio de 1937, que fue sacado a la luz por los historiadores estadounidenses Ronald Radosh, Mary Habeck y Grigory Sevostianov en 2001, junto con otros 80 documentos en su libro de 2001 Spain Betrayed: The Soviet Union in the Spanish Civil War, y que habían atribuido a Georgi Dimitrov, secretario general de la Internacional Comunista (Komintern). Según la traducción de Vidal (existe una traducción al español desde el original inglés en que se publicó el citado documento, en España traicionada. Stalin y la guerra civil, Barcelona, 2002; Vidal afirma que la traducción al castellano de dicho documento estaba mutilada, por lo que hizo la traducción directamente desde el ruso), Dimitrov envió un informe a Voroshilov, comisario del Pueblo (ministro) de Defensa soviético:

Pasemos ahora a Irujo. Es un nacionalista vasco, católico. Es un buen jesuita, digno discípulo de Ignacio de Loyola. Estuvo implicado en el escándalo financiero Salamanca-Francia. Actúa como un verdadero fascista. Se dedica especialmente a acosar y perseguir a gente humilde y a los antifascistas que el año pasado trataron con brutalidad a los presos fascistas en agosto, septiembre, octubre y noviembre. Quería detener a Carrillo, secretario general de la Juventud Socialista Unificada, porque cuando los fascistas se estaban acercando a Madrid, Carrillo, que era entonces gobernador, dio la orden de fusilar a los funcionarios fascistas detenidos.
(Vidal 2005: 219.)

Sin embargo, el historiador Ángel Viñas descalifica esta presunta prueba de cargo (Viñas 2006: 35). En primer lugar, señala que el informe no fue escrito por Dimitrov, un personaje de gran importancia en el comunismo mundial de la época, cuya presencia en España, que no consta, no podría haber pasado inadvertida y habría sido registrada (el libro de Antonio Elorza y Marta Bizcarrondo, sobre el papel de la Internacional Comunista en la dirección del Partido Comunista de España, Queridos camaradas. La Internacional Comunista y España, 1919-1939, no constata ninguna presencia de Dimitrov en España). Más aún, el documento incluye la frase «Hernández vino a verme y me dijo «escribe al camarada Dimitrov, escribe al camarada Manuilsky». Que vengan aquí y echen un vistazo a la belleza del Frente Popular...». El autor del informe habría sido el búlgaro Stoyán Mínev, alias "Stepanov" o "Moreno", delegado de la Komintern en España entre febrero de 1937 y febrero de 1939. Pero no solo eso. En la traducción original en inglés, el párrafo que apunta a la presunta responsabilidad de Carrillo decía «... Carrillo [...] gave the order to shoot several arrested officers of the fascists.», es decir, que Carrillo ordenó que se fusilara a varios oficiales fascistas detenidos, algo bastante diferente a lo afirmado por Vidal, que utiliza el genérico «los funcionarios» (de hecho, el "descubrimiento" de Vidal es ya citado en 1994 por Elorza y Bizcarrondo, a partir de una obra la periodista búlgara Tatiana Vaksberg, Dhevnik, en la que se da cuenta del informe remitido a Dimitrov por Stepanov y se transcribe la frase referida a Carrillo afirmando que Irujo había pretendido detenerle porque «en calidad de gobernador (sic, prueba de la defectuosa información de Stepanov) había dado orden de fusilar a cierto número de oficiales fascistas encarcelados»). Finalmente, afirma Viñas que la pretendida traducción directa de Vidal desde los archivos militares soviéticos es imposible puesto que el acceso a dichos archivos, tras haber sido abiertos a los investigadores de forma indiscriminada durante los noventa (fecha en la que Radosh y sus colaboradores habían accedido a ellos), se había hecho más difícil, y el legajo conteniendo el informe de Stepanov había sido cerrado a la investigación, puesto que contenía otros documentos que no debían haber sido desclasificados.
Según Javier Cervera
Por su parte, Javier Cervera pone en duda las conclusiones que Vidal saca del informe, incluso sin entrar a cuestionar ni su autoría ni posibles defectos de traducción. El razonamiento de Cervera es el siguiente: por una parte, si el informe alude al tiempo en el que «los fascistas se estaban acercando a Madrid», en ese momento Carrillo no tenía ningún cargo o responsabilidad oficial, puesto que solo entró a formar parte de la Junta de Defensa cuando los franquistas estaban ya en Madrid; por otra parte, el cargo de Carrillo no fue en ningún caso el de gobernador (el gobernador civil de Madrid era el socialista Carlos Rubiera Rodríguez, en tanto que la máxima autoridad en Madrid era el general Miaja). El autor del informe demostraría que, apenas a ocho meses de los acontecimientos y a siete meses del abandono por parte de Carrillo de su cargo en la Junta de Defensa, confundía el cargo y desconocía quién era la persona que efectivamente lo ocupaba, por lo que la fiabilidad del autor del informe debería ponerse en duda. En tercer lugar, el autor del informe habla de «funcionarios fascistas detenidos», no siendo el carácter de "funcionarios" el determinante a la hora de referirse a los asesinados. Además, en el texto del soviético, y siguiendo la traducción mostrada por Vidal, se diferencia entre detenidos y presos. Solo se puede hablar en propiedad de presos para los recluidos en las cárceles. Detenidos serían los encerrados en checas (y con frecuencia paseados). Finalmente, los presos habrían sido «tratados con brutalidad» y no asesinados. Por todo ello, Cervera opina que las conclusiones de Vidal son aventuradas al interpretar que el autor del informe se refiere a las sacas y no a los paseos, lo cual, dado el contenido del informe, parece lo más probable. Cervera concluye con que el informe, atribuido a Dimitrov, es de escasa credibilidad.
Según el libro de Felix Schlayer
Otra "prueba" que se ha alegado para justificar la responsabilidad de Carrillo es el libro de Felix Schlayer ya citado anteriormente, Diplomat im roten Madrid de 1938. A pesar de haber sido usado profusamente por Gibson en Paracuellos: cómo fue, el libro permaneció sin traducción al castellano hasta 2006, en que fue publicado por la editorial Áltera, bajo el título Matanzas en el Madrid republicano, con traducción de Carmen Wirth Lenaerts (Ricardo de la Cierva señala en 1994 que existía una traducción previa, no publicada y usada por él, efectuada por la Asociación de Familiares de los Mártires [de Paracuellos]. De acuerdo con la traducción que publicada en 2006, la descripción que hizo Schlayer de su entrevista con Carrillo el 7 de noviembre es la siguiente:

Dicha autoridad se llamaba Santiago Carrillo. Tuvimos con él una conversación muy larga, en la que recibimos toda clase de promesas de buena voluntad y de intenciones humanitarias respecto a la protección de los presos y al cese de la actividad asesina. Pero la impresión final que sacamos de la entrevista fue de una total inseguridad y falta de sinceridad. Le dije lo que acababa de oír en la Moncloa y le pedí explicaciones. Carrillo pretendía no saber nada de todo aquello, cosa que me parece totalmente inverosímil. A pesar de todas las promesas, aquella noche y al siguiente día continuaron los transportes de presos que sacaban de las cárceles sin que Miaja ni Carrillo se creyeran obligados a intervenir. Y entonces sí que no podían alegar desconocimiento, ya que estaban informados por nosotros.
(Schlayer 2006: 124), citada por (Viñas 2006: 36.)

La cita que De la Cierva hace de la impresión de Schlayer sobre la entrevista con Carrillo, usando la traducción de la Asociación de Familiares de los Mártires es bastante similar:

Él pretendía no saber nada de todo aquello, cosa que me parece inverosímil.
(Cierva 1994: 172)

Según la descripción que aparentemente hizo Schlayer, este habría pensado que Carrillo estaba ya al corriente, en la tarde del 7 de noviembre, de las sacas de la Cárcel Modelo que habían tenido lugar esa mañana. Vidal da por buena esa afirmación.
Sin embargo, Gibson —que trabajó con una traducción del libro de Schlayer entre finales de los setenta y principios de los ochenta que le había hecho su esposa—, ya en 1983 y mucho antes de la traducción del libro al español, describe la narración de Schlayer sobre su entrevista con Carrillo la tarde del 7 de noviembre de un modo radicalmente diferente:

Schlayer, que, como hemos dicho, abandonó Madrid en julio de 1937 —según él bajo amenaza de muerte lanzada por el Gobierno rojo—, volvió a España al final de la guerra. El 7 de marzo de 1940 prestó declaración ante los jueces de la Causa General acerca de sus investigaciones sobre la matanza de presos. La declaración de Schlayer confirma el relato publicado en su libro en 1938, y no añade nada nuevo a éste. A pesar de ello, creemos oportuno citar su referencia a la conversación que sostuvo con Santiago Carrillo en el Ministerio de la Guerra aquella tarde del 7 de noviembre de 1936, cuando le contó a éste lo que había visto aquella mañana en la cárcel Modelo y le expresó su inquietud por la suerte de los presos políticos.
(Gibson 2005: 138)

A continuación Gibson incluye la citada declaración de Schlayer en la Causa General acerca de la entrevista con Carrillo:

En su visita a Carillo, le denunció estos hechos y mantuvieron larga discusión porque Carrillo sostenía que había máxima seguridad. La situación en Madrid era tan anárquica que le consta que a pesar de haberse perpetrado ya a esa hora la mayor parte de los asesinatos, Carrillo no conocía los hechos.
Declaración de Schlayer ante la Causa General el 7 de marzo de 1940 (caja 1.527, «Embajadas», ff. 77-89, citado en (Gibson 2005: 138-139)

Viñas va más allá y califica de simple "fraude" y "ejemplo típico de tergiversación de documentos de archivo" la traducción publicada por Áltera en su artículo «Técnicas de fraude en el caso de Paracuellos». Traduciendo directamente del alemán (cuyo original, en letra gótica, muestra en el artículo), indica que el texto original decía lo siguiente:

Le dije lo que había visto en la Moncloa y le pedí explicaciones, pero respondió que no sabía de ello, algo que considero probable.
(Schlayer 1938; 116)

Bastante alejado del texto citado anteriormente, pero que concuerda plenamente con la narración de Gibson y con el testimonio de Schlayer ante la Causa General en 1940.
Otros argumentos citados por Vidal son las menciones de Carrillo y de miembros del Partido Comunista acerca de la eliminación de la quinta columna en Madrid. El propio Carrillo declara en sus memorias que una de sus máximas preocupaciones como consejero de Orden Público fue la lucha contra la «quinta columna». Ricardo de la Cierva cita un discurso de Francisco Antón, miembro del comité central de PCE, en el pleno ampliado del comité central del PCE celebrado en Valencia entre el 6 y el 8 de marzo de 1937. En él, Antón afirma:

Es difícil asegurar que en Madrid está aniquilada la quinta columna, pero lo que sí es cierto es que allí se le han dado los golpes más fuertes... Y esto —hay que proclamarlo muy alto— se debe a la preocupación del Partido y al trabajo abnegado, constante, de dos camaradas nuevos, pero tan queridos por nosotros como si fueran viejos militantes de nuestro Partido, el camarada Carrillo, cuando fue consejero de Orden Público, y el camarada Cazorla, que lo es ahora.
(Cierva 1994:232-233)

Las opiniones sobre lo que era la quinta columna y sobre quienes la formaban son muy variadas. Carrillo en sus memorias nunca la identifica con los presos de las cárceles. Los autores que sostienen la responsabilidad directa de Carrillo (De la Cierva, Payne, Vidal) consideran que los presos de las cárceles formarían parte de ella (su contemporáneo Galíndez también lo consideraba así, como muestra una de sus citas anteriores), por lo que las menciones a la represión de la quinta columna y la depuración de la retaguardia serían pruebas de cargo inequívocas. Por su parte, Javier Cervera, cuyo libro es una monografía sobre la retaguardia republicana en Madrid durante la Guerra Civil, define la quinta columna, a partir de las notas e instrucciones del general Mola, como «los partidarios de los sublevados integrados en organizaciones clandestinas en la retaguardia enemiga», a cargo de «labores de espionaje, sabotaje, derrotismo y, en general, cualquier actividad subversiva contra el Gobierno republicano, pero con una nota característica: lo realizaba en el marco de una organización y, por tanto, de forma sistemática y estudiada». El discurso de Antón en el pleno del PCE atribuye la represión de la quinta columna tanto a Carrillo (bajo cuyo mandato en la consejería de Orden Público se produjeron sacas cuyos integrantes perecieron asesinados) como a Cazorla (durante cuyo mandato en la ya delegación de Orden Público no se produjeron).
Aunque Gibson y Cervera han considerado que Carrillo no tuvo responsabilidades directas en las matanzas de Paracuellos (esto es, no fue Carrillo la persona que planificó y ordenó las matanzas), no le eximen de responsabilidad. Así, Ian Gibson señala que es indudable que Carrillo y Serrano Poncela, si bien no estaban al corriente de lo que ocurrió con las primeras sacas, si lo estuvieron después, pero «optaron por hacer la vista gorda»; se trataría por tanto de complicidad o responsabilidad indirecta. Cervera ha descartado las responsabilidades directas de Carrillo, afirmando que le parece «muy aventurada e injusta la acusación, que tantas veces se ha hecho y aún hoy se hace, de que Santiago Carrillo fue quien planeó y ordenó estos asesinatos en masa. Según los datos que hoy poseemos, nosotros pensamos que no se puede acusar con bases suficientes al entonces consejero». Al mismo tiempo si le asigna responsabilidades indirectas («... creemos que en el terreno de las responsabilidades indirectas, cabe incluir a Carrillo. Quizá el 7 de noviembre, como ya se ha dicho con anterioridad, no supo nada de lo que ocurría en las cárceles, pero ese desconocimiento no pudo durar mucho para el que era la máxima autoridad del Orden Público en Madrid»).
Curiosamente, Vidal afirma, sin mayores precisiones, que la responsabilidad de Carrillo en las matanzas ha sido afirmada por Gibson. En tanto que respecto al estudio de Cervera, afirma que «resulta chocante la voluntad exculpatoria que se aprecia en J. Cervera», cuando, del mismo modo, Cervera indica que Carrillo estaba al corriente de las matanzas, al menos desde el día 9, 10 a lo sumo, pero no las impidió, como sí hizo Melchor Rodríguez (Cervera aventura que Carrillo probablemente pudo hacerlo, pero que tenía otras prioridades más importantes que preocuparse de la situación de las cárceles, como acabar con los paseos, especialmente en la situación de cerco y combates que sufría la ciudad), una clara responsabilidad indirecta.
El propio Carrillo ha negado siempre que conociese los hechos, o que diese la orden, aunque recientemente ha reconocido cierto grado de responsabilidad indirecta: 

Si tuve alguna responsabilidad en aquel episodio fue la de no haberlo evitado. Pero en un Madrid asediado por las tropas de Franco, bombardeado día y noche por la aviación y la artillería enemigas que causaban miles de víctimas inocentes, con la quinta columna tiroteando desde los tejados cuando anochecía, donde carecíamos de soldados incluso para cubrir todas las bocacalles por las que podían entrar los atacantes; un Madrid que incluso el mismo Gobierno republicano pensaba que sólo resistiría tres días, la Junta de Defensa carecía de instrumentos para controlar plenamente la situación.

Respecto a los autores que han analizado las matanzas, Carrillo ha acusado a Vidal (nacido en 1958) de falsear la historia y de haber sido un confidente franquista. Respecto a Gibson, Carrillo afirmó:

No me he explicado por qué Gibson, que es un progresista, publicó antes de unas elecciones un libro en el que se ponía en cuestión mi conducta. [...] Hay una preocupación de imparcialidad a la hora de enjuiciar hechos que ocurrieron hace tanto tiempo..., y la imparcialidad resulta imposible.

Según Paul Preston
Paul Preston no tiene ninguna duda de que Carrillo, como consejero de Orden Público y secretario general de las JSU, participó o estuvo al corriente de la reunión de las JSU con la CNT del 7 de noviembre en la que se decidió la «eliminación inmediata, cubriendo responsabilidad» de los presos «peligrosos». Preston recuerda que Carrillo se negó en octubre de 2005 a hacer comentarios sobre el documento descubierto por Jorge M. Reverte en el que aparece el acuerdo entre las JSU y la CNT y que volvió a repetir su teoría de que los presos fueron asesinados por elementos incontrolados, fundamentalmente anarquistas, que asaltaron los convoyes antes de que llegaran a las cárceles de destino. Para Preston la implicación de Santiago Carrillo en la organización de las matanzas de Paracuellos es innegable. No obstante, Preston considera que «la autorización, la organización y la ejecución de las decisiones relativas a la suerte de los presos fue obra de muchas personas. Ha sido inevitable, sin embargo, que se señalara a Carrillo como único responsable de las matanzas posteriores, por su posición como consejero de Orden Público y su subsiguiente nombramiento como secretario general del Partido Comunista. Aunque la acusación es absurda, no significa que Carrillo no tuviera ninguna responsabilidad en los hechos».
Paul Preston afirma que «es increíble que Carrillo, que era la principal autoridad en materia de orden público, desconociera lo que estaba ocurriendo. A fin de cuentas, y pese a lo declarado más tarde, Carrillo recibía informes diarios de [su subordinado] Serrano Poncela», el organizador de las sacas. Pero Paul Preston advierte que «Carrillo solo fue uno de los principales participantes en la toma de la decisión y en la organización de las ejecuciones», aunque «el propio Carrillo, involuntariamente, ha contribuido a centrar la atención sobre su persona al empeñarse en negar todo conocimiento de los hechos y en insistir en que no tuvo responsabilidad alguna en la matanza». Para Preston, una de las pruebas de la responsabilidad de Carrillo reside en su reconocimiento de que ordenó traslados de presos después del 7 de noviembre. Otra prueba de la responsabilidad de Carrillo, según Preston, es la intervención de Francisco Antón en el pleno ampliado del Comité Central de PCE celebrado en Valencia entre los días 6 y 8 de marzo en el que elogió a Carrillo y a Cazorla por haber dado «los golpes más fuertes» contra la quinta columna en Madrid. Carrillo le respondió loando a los «combatientes de las JSU» que luchan «con la garantía de una retaguardia cubierta, de una retaguardia limpia y libre de traidores. No es un crimen, no es una maniobra sino un deber exigir una tal depuración». Preston también se refiere al informe elogioso sobre Carrillo del 30 de julio de 1937 del delegado de la Komintern Stoyán Mínev, por haber dado «la orden de fusilar a varios oficiales fascistas detenidos». En él Mínev hacía referencia al intento del «jesuita y fascista» Manuel de Irujo, recién nombrado ministro de Justicia, de detener a Carrillo por las matanzas de Paracuellos. «Lamentablemente, no se conservan pruebas de esta investigación» de Irujo, afirma Preston. Por otro lado en la historia oficial del PCE publicada en Moscú cuando Carrillo ya era su secretario general se elogiaba su actuación y la de su adjunto Cazorla ya que «en dos o tres días se asestó un serio golpe a los pacos y quintacolumnistas».
Según Julius Ruiz
Sobre la responsabilidad de Carrillo, Julius Ruiz no pone en duda que Carrillo estuvo presente en la reunión del 7 de noviembre de las JSU con los cenetistas donde se decidió la «eliminación inmediata, cubriendo responsabilidad» de los presos «peligrosos», pero matiza que debido a «su frenética agenda del mes de noviembre apoyando la causa republicana» «no podía dedicar su tiempo por completo a las obligaciones administrativas y mucho menos a organizar las evacuaciones de las prisiones de Madrid. Pero Carrillo se mostró claramente dispuesto a subcontratar decisiones de vida o muerte a su entonces colega político Poncela y su Consejo de Investigación». Como prueba aporta, al igual que Preston, el comentario elogioso que hizo sobre Carrillo el 30 de julio de 1937 Stoyán Mínev, representante de la Komintern en Valencia, por haber dado «la orden de fusilar a varios de los oficiales detenidos de los fascistas». Otra prueba que aporta Ruiz es el acta de la reunión de la Junta de Defensa de Madrid del 23 de diciembre de 1936 en la que Carrillo aceptó la propuesta de Isidoro Diéguez de fusilar a ciertos milicianos anarquistas sin «esperar a los tribunales ni a los jueces».

### Acciones judiciales

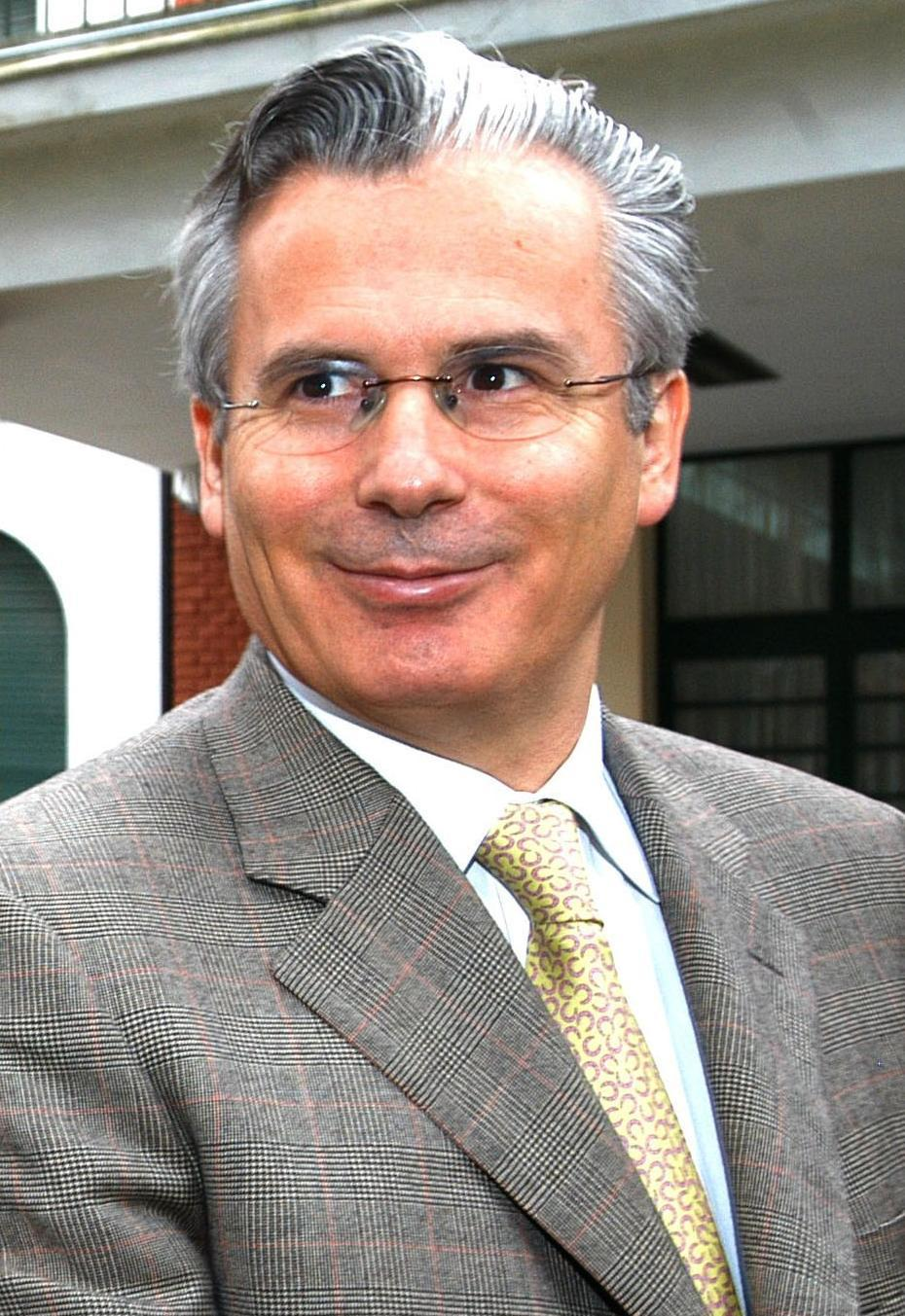
El juez Baltasar Garzón, que desestimó una querella por genocidio, torturas y terrorismo contra Santiago Carrillo en 1998.

En 1998, al amparo del proceso emprendido en España contra el exdictador chileno Augusto Pinochet, una autodenominada Asociación de Familiares y Amigos de Víctimas del Genocidio de Paracuellos de Jarama, presentó una querella ante la Audiencia Nacional contra Santiago Carrillo, el PCE, el PSOE, la Comunidad de Madrid y el Estado español por delitos de genocidio, torturas y terrorismo. El juez Baltasar Garzón rechazó de plano la querella alegando la «mala fe procesal» y «abuso del derecho» por parte de los denunciantes, por lo que no admitió recurso alguno contra la resolución. Garzón razonó así la resolución:

Con el respeto que me merece la memoria de las víctimas, no puede dejarse de llamar la atención frente a quienes abusan del derecho a la jurisdicción para ridiculizarla y utilizarla con finalidades ajenas a las marcadas en el artículo 117 de la Constitución Española y los artículos 1 y 2 de la Ley Orgánica del Poder Judicial, como acontece en este caso [...], los preceptos jurídicos alegados son inaplicables en el tiempo y en el espacio, en el fondo y en la forma a los [hechos] que se relatan en el escrito y su cita quebranta absolutamente las normas más elementales de retroactividad y tipicidad.
(Reig Tapia 2006: 233)

Algunos medios de tendencia conservadora señalaron como incoherencia de Baltasar Garzón que hubiera archivado la querella contra el comunista Santiago Carrillo y, en cambio, abriese una investigación de los crímenes del franquismo. Por otro lado, el letrado de la acusación popular contra el juez Garzón por presunto delito de prevaricación por investigar los crímenes del franquismo incorporó a su informe como antecedente el auto de Garzón en el que archivó la querella contra Carrillo.

## Polémicas entre historiadores
En el prefacio de su segunda edición de Paracuellos: cómo fue, en 2005, Gibson descalifica globalmente el libro de Vidal. Por una parte, le acusa de un sesgo ideológico neofranquista («Un comentario final sobre el libro de Vidal, cuyo rabioso anticomunismo le lleva, a mi juicio, a grotescas exageraciones, suposiciones y tergiversaciones»). Por otra, cuestiona su método de investigación («¿Hacen falta más comentarios sobre el proceder de este escritor empeñado en demostrar que en Madrid se llevó a cabo, con la connivencia del Gobierno de la República, un genocidio en toda regla?»; «Traigo a colación el libro de Vidal porque es todo lo contrario a un intento de conocer y difundir la verdad de lo ocurrido en el Madrid de noviembre de 1936. Parte de la base de que los «rojos» son todos monstruos —así lo subrayan tanto el subtítulo como la cubierta del libro— y que el Partido Comunista había decidido tiempo atrás llevar a cabo un «genocidio» de burgueses españoles en el momento oportuno. En función de este dogma, el autor picotea aquí y allá entre los periódicos de izquierdas del momento en busca de suculentas citas que apoyen sus argumentos. Y cuando encuentra algo que le parezca de utilidad lo sirve fuera de contexto, a veces truncado y a veces mutilado»). Y así cita varios ejemplos de invención y mutilación de citas, a lo que se une la falta de referencias de muchas de las fuentes que dice aportar, lo cual impide su verificación.
El ejemplo más desarrollado es el relativo al editorial del diario La Voz del 3 de noviembre de 1936, citado por Vidal en su libro como una de las pruebas de que «durante el mes de noviembre de 1936, pocas dudas podía haber de que el sentir común de las fuerzas que integraban el Frente Popular era exterminar a los enemigos de clase». Así, según Vidal:

El 3 de noviembre, a unos días apenas de las matanzas, el diario La Voz lanzaba un llamamiento significativo: «Hay que fusilar en Madrid a más de cien mil fascistas camuflados, unos en la retaguardia, otros en las cárceles. Que ni un quinta columna quede vivo para impedir que nos ataquen por la espalda. Hay que darles el tiro de gracia antes de que nos lo den ellos a nosotros.
(Vidal, 2005, p. 164)

La cita y atribución de Vidal, sin embargo, no son originales suyas. El párrafo ya había sido citado por Ricardo de la Cierva en su obra Carrillo miente en 1994, atribuyéndoselo también al editorial de La Voz de ese día.
Sin embargo, Gibson señala que Vidal se habría simplemente inventado el contenido del editorial. Un editorial cuyo contenido real era totalmente diferente al mostrado por Vidal, en el que se contaba que no eran cien mil «fascistas» los que el periódico pedía fueran ejecutados, sino cien mil republicanos los que se encontraban en peligro de ser fusilados si las tropas franquistas tomaban la ciudad. Gibson señala que ni en el editorial de aquel día ni en el resto del número del 3 de noviembre aparecen las imputaciones de Vidal. Aunque podría tratarse de una equivocación, Gibson no lo cree, puesto que el editorial realmente existente posee bastantes puntos en común con las alegaciones de Vidal, salvo con un cambio radical de sentido de lo escrito en La Voz. Ángel Viñas verificó además que el presunto editorial de La Voz no aparecía en números posteriores del diario (según Viñas "De ello cabe deducir no que Vidal no consultara La Voz sino que tergiversó datos fáciles de contrastar"). Gibson concluye con una severa crítica: «No se puede escribir así la historia. Cuando se trata, sobre todo, de proporcionar responsabilidades, lo menos que se puede pedir a un investigador es que compruebe sus fuentes y las cite correctamente».
Gibson proporciona otros ejemplos de citas truncadas o mutiladas que Vidal utiliza para apoyar su tesis preconcebida. Gibson apunta también la inexistencia de referencias que permitan validar las afirmaciones de Vidal.
Por su parte, Vidal ha respondido en diversas entrevistas a algunas de las acusaciones planteadas por Gibson en el prefacio de la segunda edición de su libro, reimpreso inmediatamente después de la publicación del libro de Vidal. Si en su libro Vidal incluye la obra de Gibson entre aquellas que «han estudiado con rigor las matanzas de Paracuellos» (si bien para ponerle como ejemplo de estudios que han afirmado «la responsabilidad de Carrillo en las matanzas», afirmación que Gibson no hace), tras la reimpresión de la obra de Gibson las alabanzas se convierten en acusaciones y reproches. Así, Vidal ha acusado a Gibson de no ser realmente un historiador, por no revisar sus conclusiones en la reedición de Paracuellos. Cómo fue, reprochándole no haber tenido en cuenta la nueva documentación que se había conocido desde la primera edición (sobre todo los archivos de la Unión Soviética). También cuestiona su metodología, acusándole no usar más que entrevistas y consultas a hemerotecas para escribir su obra. Por otra parte, y refiriéndose al resto de acusaciones plasmadas por Gibson, Vidal alude únicamente al caso del editorial inexistente de La Voz, concluyendo con que Gibson «no ha dado con la fuente».
Vidal también ha acusado a Gibson de haber otorgado «comprensión» a las matanzas, aludiendo al titular bajo el que se publicó una entrevista a Gibson en el diario El País el 22 de septiembre de 2005 «Paracuellos fue terrible, pero lo entiendo». El texto completo encuentra la explicación a las matanzas de Paracuellos en la situación de pánico que se vivía en Madrid en esos momentos.

## Memoria histórica

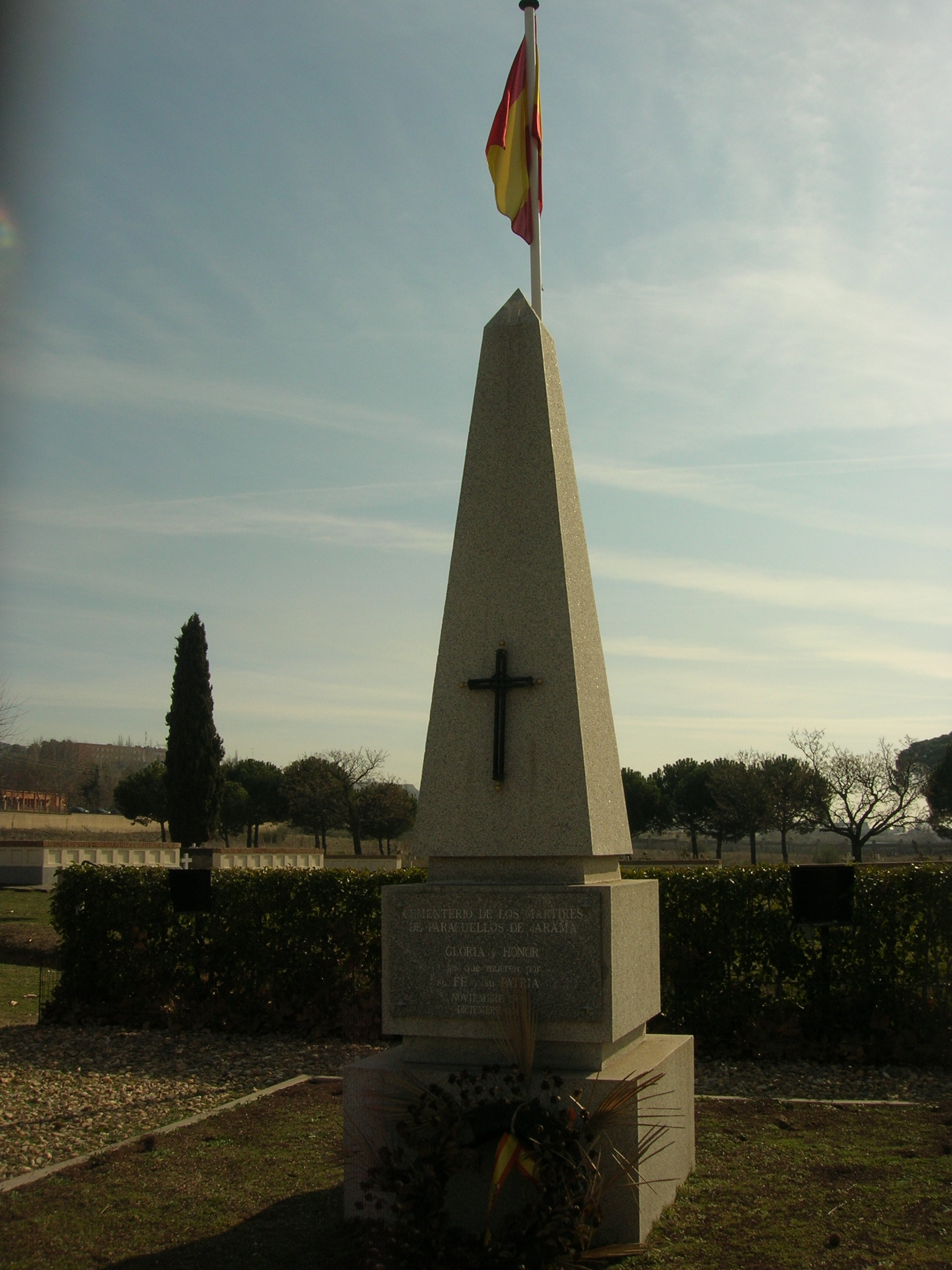
Monolito levantado en el Cementerio de los mártires de Paracuellos de Jarama. Lleva la inscripción: «GLORIA Y HONOR a los que mueren por su FE y su PATRIA.

Pocos días después de la entrada de las tropas franquistas en Madrid el 28 de marzo de 1939 se celebró una misa por las «más de 7.000» víctimas de la masacre de Paracuellos, según informaba el diario Madrid. En los meses siguientes las nuevas autoridades franquistas de las localidades cercanas a Madrid informaron de la existencia de fosas comunes con víctimas de la represión republicana que contenían no menos de 200 cuerpos cada una. Enseguida comenzó la exhumación de los cadáveres, pero el proceso fue lento porque las autoridades insistieron en que no se llevara a cabo ningún desenterramiento individual por parte de los familiares de las víctimas. Por ejemplo, el 1 de octubre Día del Caudillo tuvo lugar en Cercedilla el entierro de 38 víctimas tras una procesión solemne por las calles de la localidad encabezada por los jefes falangistas locales y las familias. También se celebraban misas por los «caídos» presididas por los dignatarios franquistas en los aniversarios de cada una de las masacres republicanas como la matanza de la cárcel Modelo de Madrid del 22 de agosto de 1936, a cuya misa asistió Ramón Serrano Suñer, antiguo recluso de aquella prisión.
Así, a los pocos meses de acabada la Guerra Civil, las autoridades franquistas ordenaron la exhumación de los cadáveres sepultados en las fosas de Paracuellos y de Torrejón de Ardoz y su entierro en un cementerio católico que se levantó allí mismo ―recibiría el nombre de Cementerio de los mártires de Paracuellos de Jarama y estuvo presidido por un monolito con la inscripción «GLORIA Y HONOR a los que mueren por su FE y su PATRIA»—. Los trabajos de exhumación y enterramiento cristiano fueron ampliamente difundidos por la prensa —con abundantes fotografías proporcionadas por la agencia oficial EFE— y por los noticiarios cinematográficos. En uno de ellos el locutor decía que en Torrejón de Ardoz se estaba procediendo a la «exhumación de los cadáveres de las víctimas del terror rojo y del ateísmo soviético, inmoladas bárbaramente por pelotones de asesinos y asalariados de Moscú».
En recuerdo de las víctimas se creó la Asociación de Familiares de los Mártires de Paracuellos de Jarama y Torrejón de Ardoz presidida por el almirante Francisco Bastarreche, que había comandado el bombardeo que provocó la masacre de la carretera Málaga-Almería. Uno de sus objetivos fue levantar un altar que sustituyera de forma «urgente» la mesa de madera que se utilizaba para celebrar cada domingo la misa en memoria de los asesinados y que tenía lugar en el «Camposanto de los Mártires de Paracuellos del Jarama» «inmolados por Dios y por su Patria». Para ello organizaron una cuestación que contó con el apoyo inmediato del mismísimo Generalísimo Franco que donó la importante cantidad de 100 000 pesetas, y el Estado les concedió una subvención.  Al mismo tiempo hicieron gestiones en la Dirección General de Propaganda, que era el organismo que se encargaba de supervisar los monumentos relacionados con el culto a los «Caídos», para que el arquitecto de la Sección de Plástica se hiciera cargo del proyecto del nuevo altar. En febrero de 1940 se hizo realidad el altar «de reducidas dimensiones, pero proyectado de forma que pueda ser permanente».
Según el historiador Javier Rodrigo, «de las políticas enfocadas hacia la articulación y la consecución de un consenso activo en torno al Régimen, a su Caudillo y a los valores que representaba, ninguna tuvo, posiblemente, tanta importancia cotidiana ―al margen de las políticas asistenciales― como el culto a la memoria de los caídos».